# Geschichte der Parteien in Deutschland

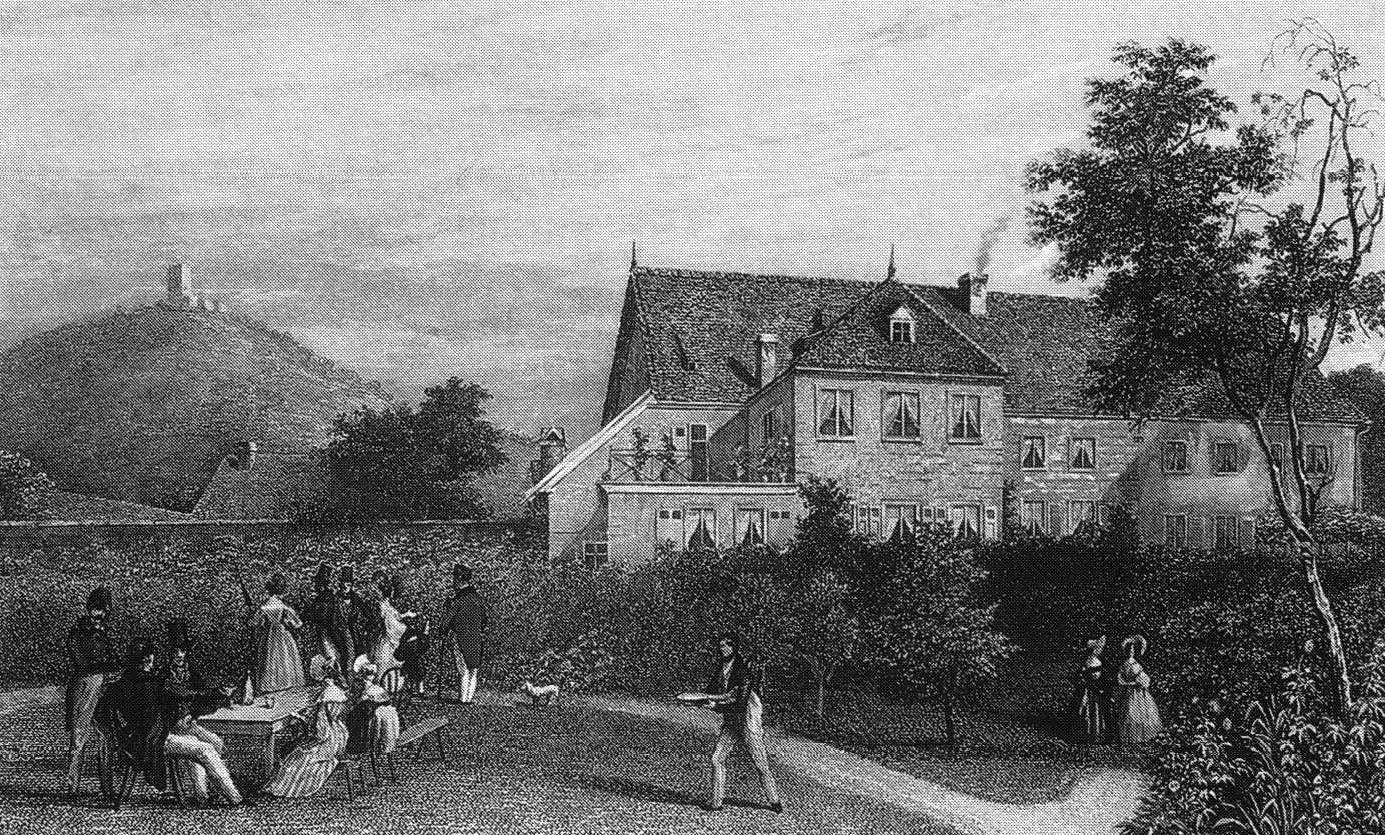
Heppenheimer Tagung freier Demokraten im Gasthof „Zum halben Monde“ im Vorfeld der Märzrevolution, Wegbereiter zur Frankfurter Nationalversammlung; Stahlstich von 1840

Vertreter der liberalen Fortschrittspartei von 1861; Holzstich um 1881.
Oben: Ludwig Loewe, Albert Haenel
Mitte: Rudolf Virchow
Unten: Albert Traeger, Eugen Richter

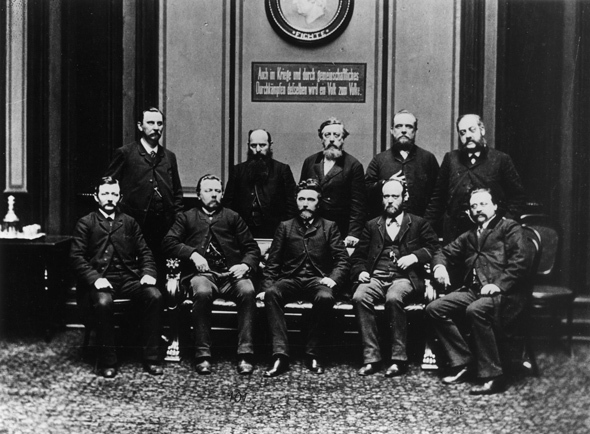
Mitglieder der sozialdemokratischen Reichstagsfraktion 1889

Die Geschichte der Parteien in Deutschland umfasst die Entwicklung politischer Parteien auf dem Gebiet der Bundesrepublik Deutschland und historischer deutscher Reiche vom 19. Jahrhundert bis zur Gegenwart. Die modernen Parteien in Deutschland entstanden Mitte des 19. Jahrhunderts, als Abgeordnete in Parlamenten sich zu festeren Gruppierungen zusammenschlossen. Zunächst standen die Liberalen den konservativen Anhängern der Monarchie gegenüber; viele Abgeordnete aber waren auch ungebunden. Im Laufe der Jahrzehnte wurden die Gruppen zu festen Organisationen, die wichtige staatstragende Aufgaben übernommen haben, vor allem nach 1918.
Wichtig für die Entwicklung des Parteienwesens war vor allem die Frankfurter Nationalversammlung von 1848/1849, das erste gesamtdeutsche Parlament. In den 1860er-Jahren entstanden die ersten deutschlandweiten Parteien, zunächst die liberale Deutsche Fortschrittspartei (1861), später der Allgemeine Deutsche Arbeiterverein (1863) und die Sozialdemokratische Arbeiterpartei (1869) sowie die katholische Zentrumspartei (1870).
Im Deutschen Reich seit 1871 konnten die Parteien über die Gesetzgebung des Reichstags mitbestimmen. Zwei konservative Parteien und die Nationalliberalen (Rechtsliberale), die sich 1867 von den Liberalen abgespalten hatten, unterstützten die Reichsregierung. Zentrum und die übrigen Liberalen arbeiteten ebenfalls von Zeit zu Zeit mit der Regierung zusammen. Die Sozialdemokratische Partei Deutschlands (SPD), so der Name seit 1891, blieb im grundsätzlichen Gegensatz zum damaligen Staat. Daneben gab es im Reichstag mehrere Regionalparteien und Minderheitenparteien, Interessenparteien und mehrere kleine Antisemitenparteien.
Seit 1917 nahmen an der Reichsregierung Zentrumsleute, Linksliberale und seit 1918 auch Sozialdemokraten teil. In der Weimarer Republik ab 1919 konnten die Parteien meist keine konstruktive parlamentarische Mehrheit bilden. Die größeren Parteien aus dem Kaiserreich blieben großteils bestehen; einige benannten sich um, die Konservativen gingen in der Deutschnationalen Volkspartei auf. Die Minderheitenparteien verschwanden; hinzu kamen weitere Interessenparteien und neuartige extremistische Parteien, vor allem die Kommunistische Partei Deutschlands (KPD) aus dem linken Spektrum und die Nationalsozialistische Deutsche Arbeiterpartei (NSDAP) aus dem rechten. Letztere übernahm 1933 die Macht und verbot alle übrigen Parteien beziehungsweise zwang diese zur Selbstauflösung.
Nach dem Zweiten Weltkrieg waren es zunächst vier Parteien, die von allen vier Siegermächten in den jeweiligen Besatzungszonen erlaubt wurden: Die Christlich Demokratische Union Deutschlands als christlich-konservativ-liberale Sammlung, die liberale Freie Demokratische Partei (lokal teilweise unter verschiedenen Namen), die SPD und die KPD.
In der DDR entstand nach der Zwangsvereinigung von SPD und KPD die Diktatur der Sozialistischen Einheitspartei Deutschlands (SED). Daneben gab es die sogenannten Blockparteien.
In der Bundesrepublik Deutschland verlor die KPD alsbald bei den Wahlen und wurde 1956 verboten. Nach einer Phase neuer kleinerer Parteien in den 1950er-Jahren blieben 1960 die Unionsparteien und SPD als Volksparteien übrig, die jeweils mit der FDP koalierten. 1983 zog erstmals die 1980 gegründete ökologisch-alternative Partei der Grünen in den Bundestag ein.
Im Zuge der Wiedervereinigung entstand 1990 aus der DDR-Staatspartei SED die Partei des Demokratischen Sozialismus; 2007 schloss sich diese mit der überwiegend von ehemaligen Sozialdemokraten gegründeten WASG zur Partei Die Linke zusammen. Ferner gab und gibt es auf Bundes-, Landes- und kommunaler Ebene viele weitere Parteien, die nie in den Bundestag gelangten.
Bei der Bundestagswahl 2017 wurde die Partei Alternative für Deutschland (AfD) Stimmen erstmals in den Deutschen Bundestag gewählt, in dem sie seit 2025 als zweitgrößte Fraktion vertreten ist.

## Vom Vormärz bis zur Reichsgründung 1871
Die Entstehung von Parteien ist mit der Existenz von Abgeordneten in Parlamenten verbunden. Parlamente im modernen Sinn gab es in den meisten Ländern der Welt erst seit dem 19. Jahrhundert, denn beispielsweise der Reichstag im Heiligen Römischen Reich war eine Vertretung von Einzelstaaten. Selbst in Städten waren die Angehörigen von Stadträten normalerweise die Vertreter von sozialen Gruppen wie bestimmten Handwerkseinrichtungen. Man spricht von einer ständischen Verfassung, bei der nicht Wähler, sondern Stände vertreten sind.
„Die Parteienentstehung in einer parteilosen Verfassung ist ein Akt der Revolution“, schrieb der Verfassungshistoriker Ernst Rudolf Huber. Wenn in einem parteilosen Staat Parteien auftreten, die Ideen und Interessen verkörpern, „erhebt die Gesellschaft sich gegen den Staat“ und verwandelt ihn. Die Monarchen in Deutschland und ihre Anhänger hätten diese Entstehung nur verhindern können, wenn sie ihre Parteienverbote mit äußerster Konsequenz durchgesetzt hätten, also wenn sie die Parlamente abgeschafft hätten.

### Süddeutsche Parlamente
Abgesehen von Anfängen in der Zeit Napoleons beginnt die deutsche Parlamentsgeschichte nach 1815 in Süddeutschland. Dort hatten Baden, Württemberg und Bayern frühzeitig Verfassungen und Parlamente mit je zwei Kammern. Die Oberhäuser waren Adelskammern, die Volkshäuser waren ebenfalls noch ständisch zusammengesetzt. Wählen durfte nur, wer Grundbesitz hatte oder eine bestimmte Höhe an Steuern zahlte.
Die Kammern hatten nur wenige Rechte und waren eher Diskussionsforen. Ihre Abgeordnete kamen aus den besitzenden bzw. gebildeten Ständen, aus ländlichen und gewerblichen Kreisen, auch aus dem akademisch gebildeten Beamtentum. Manche Abgeordnete standen hinter der Regierung, andere (die Liberalen) bildeten die Opposition. Gerade die Wortführer der Liberalen waren oft Beamte.
Die traditionelle Bezeichnung der Liberalen als Linke und der Konservativen als Rechte ist noch älter und geht auf die Französische Revolution zurück. Die Königstreuen saßen in der damaligen Nationalversammlung auf der rechten Seite (gesehen vom Parlamentspräsidenten aus), die revolutionär Gesinnten auf der linken.

### Vormärz 1830–1848

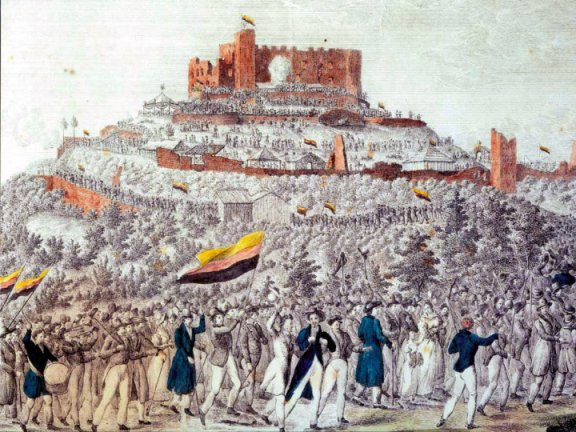
Das Hambacher Fest gilt als eines der Hauptereignisse der nationalen Bewegung in der Zeit des Vormärz.

Bereits im Vormärz, der Zeit ab 1830 vor der Märzrevolution 1848, gab es „Vorformen eines modernen Parteiensystems“ (Karl Rohe). Allerdings existierte damals noch kein gesamtdeutsches Parlament, die Entwicklung begann daher auf der Ebene der Einzelstaaten in Süd- und Mitteldeutschland. Am 5. Juli 1832, in Reaktion auf das Hambacher Fest, verschärfte der Bundestag des Deutschen Bundes noch einmal Presse-, Vereins- und Versammlungsrecht. Die Gliedstaaten mussten dementsprechend „alle Vereine, welche politische Zwecke haben oder unter anderem Namen zu politischen Zwecken benutzt werden“, verbieten (§ 2 Bundesbeschluss). Gleiches galt für öffentliche Reden politischen Inhalts (§ 3,2) und das Tragen von politischen Abzeichen (§ 4).
Allerdings gab es in Deutschland viele nichtpolitische Vereine. In ihnen schulte man sich bereits für Organisationsfragen, zum Beispiel durch Mitgliederwerbung, Handhabung von Satzungen und das Erstellen von Programmen, und das Abhalten von Wahlen. Nur dadurch war es bei der Revolution 1848 möglich, innerhalb weniger Wochen handlungsfähige Organisationen zustande zu bringen.
Parteien bildeten sich langsam heraus, oftmals um Zeitschriften. Sie waren keine Träger von Macht, sondern Weltanschauungsparteien. Die Liberalen identifizierten sich mit dem Volk und richteten sich gegen Parteien, aber auch gegen die Regierungstreuen, die Klerikalen (Kirchentreue) und die Volksverführer, die Demagogen.

#### Liberale und Radikale

„Die Freiheit führt das Volk“ (La Liberté guidant le peuple), Gemälde von Eugène Delacroix (1830) zur Julirevolution in Frankreich.
Politisch Moderate des Klassischen Liberalismus und Radikale des Linksliberalismus trennte unter anderem die Frage, ob im politischen Kampf Gewalt gerechtfertigt sei.

Die moderaten Liberalen waren der Meinung, dass die Ungleichheiten zwischen den Menschen die Folge von unterschiedlichem Talent und unterschiedlicher Leistung waren. Die Ungleichheit sollte allenfalls begrenzt werden, und zwar durch eine bestimmte Besteuerung, auch Erbschaftssteuer, und durch Zugang zur Bildung.
Ziel des moderat-liberalen Liberalismus war zunächst die Verwirklichung der Freiheitsrechte und des Verfassungsstaates in einer konstitutionellen Monarchie, etwa nach Vorbild der Glorious Revolution von 1688/1689. Der deutsche liberale Konstitutionalismus wurde schließlich Ende des 19. Jahrhunderts verwirklicht.
Um 1840 trennten sich die Radikalen vom Liberalismus; sie traten für die Gleichheit als Voraussetzung für Freiheit ein, im Zweifelsfall für die Gleichheit. Sie wollten keine Begrenzung der Staatsmacht und keine Gewaltenteilung, sondern die Herrschaft des Parlamentes und vielleicht Elemente der direkten Demokratie (Volksabstimmungen). Sie wollten die Volkssouveränität durch das allgemeine und gleiche Wahlrecht durchsetzen, waren nicht nur gegen das alte System, sondern auch gegen das liberale Besitz- und Bildungsbürgertum.
Hauptziel des radikalen Liberalismus war die Republik (Abschaffung der Monarchie und Dominanz der Kirche). Philosophisch kamen die radikalen Liberalen von den Linkshegelianern her. Sie wollten die Emanzipation des Menschen durch die Waffe der Vernunft. Die Religionskritik, wie Strauß und Feuerbach sie äußerten, führte zur revolutionären Kritik an Staat und Gesellschaft. Die Idee müsse Wirklichkeit werden, die revolutionäre Intelligenz hatte den selbstbewussten Anspruch auf Macht. Die Radikalen scharten sich unter anderem um die Halleschen Jahrbücher für deutsche Wissenschaft und Kunst (seit 1838; seit 1841 Deutsche Jahrbücher). Wichtig war ferner die Rheinische Zeitung (1842/1843).

#### Arbeiterbewegung

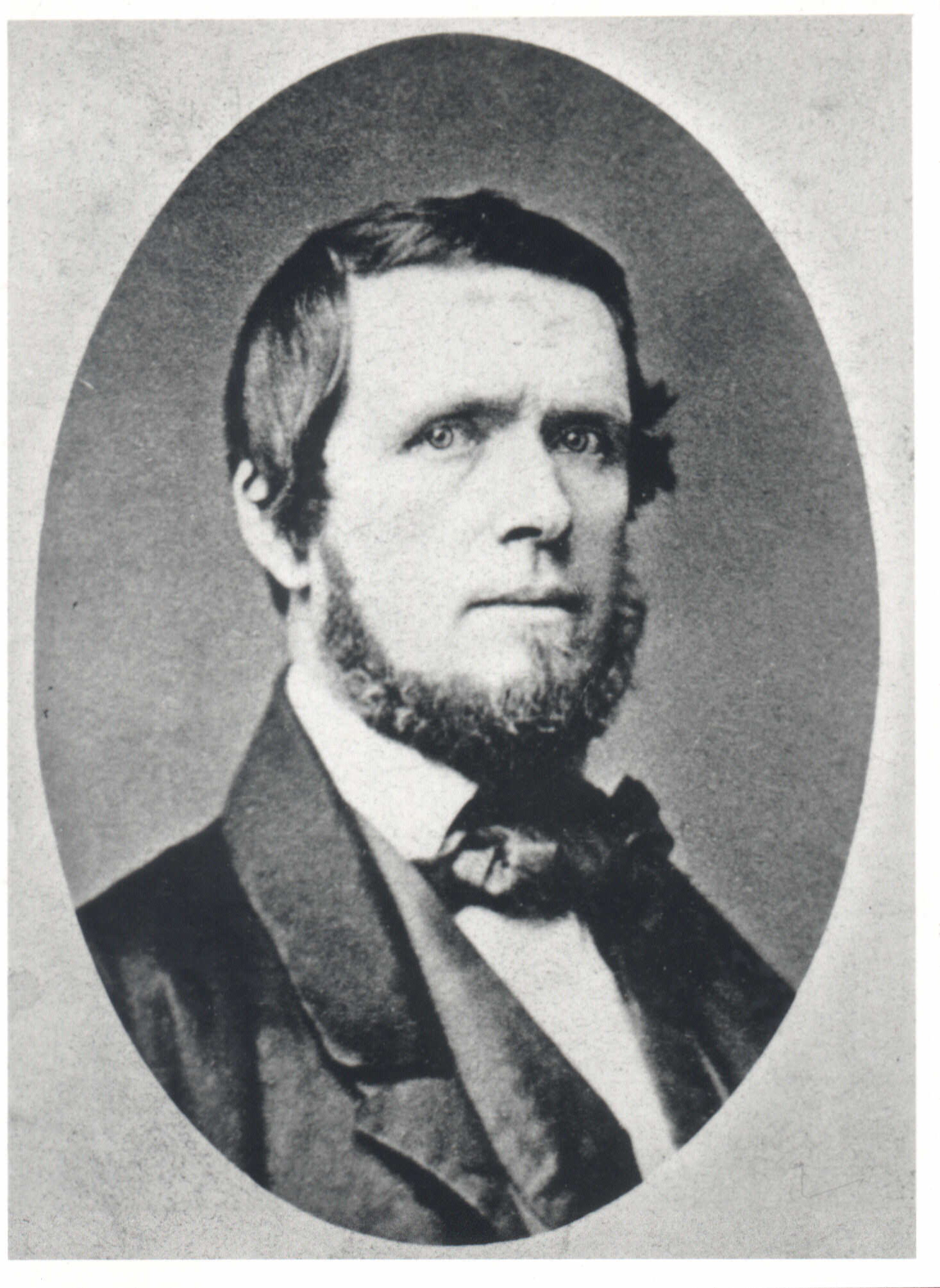
Der Schneider Wilhelm Weitling, einer der wenigen Frühsozialisten aus ärmlichen Verhältnissen, war ein Vordenker des Kommunismus. Sein Bund der Gerechten von 1836 steht symptomatisch für das Hauptproblem der damaligen Arbeiterbewegung, denn er konnte nur im Exil gegründet werden.

Wie die Radikalen sich aus der liberalen Bewegung herauslöste, so die Arbeiterbewegung aus der radikalen. Die Arbeiterbewegung wollte die Lage der Lohn- und Handarbeiter verbessern und politische Rechte für sie erkämpfen. Sie war aber noch nicht unbedingt sozialistisch, und es handelte sich zunächst auch noch nicht um eine Bewegung von Unterschichten – diese waren sowieso von der Politik ausgeschlossen. Vielmehr handelte es sich bei der Arbeiterbewegung um eine Verbindung von Intellektuellen und Handwerkergesellen im Ausland (im Exil). Dort gab es Redefreiheit, die für theorievolle Diskussionen genutzt wurde.
Der frühe Sozialismus, aus dem demokratischen Radikalismus entstanden, sah sich als Erbe der Französischen Revolution und Fortsetzung der liberalen Emanzipationsbewegung. Er lehnte das juste milieu, die hierarchische Gesellschaft der Liberalen, ebenso ab wie es die Radikalen taten. Doch er ging darüber hinaus, war für Gemeineigentum und gegen den liberalen Individualismus und die Eingrenzung des Staates. So hatte der Sozialismus auch antiliberale Berührungspunkte zu den Konservativen. Allerdings war er nicht rückwärts-, sondern vorwärtsgewandt und stand auf dem Boden der industriellen Revolution.
Der revolutionäre Schriftsteller Georg Büchner schrieb im Juli 1834 unter dem Titel „Friede den Hütten! Krieg den Palästen“:

„Der Fürst ist der Kopf des Blutigels, der über euch hinkriecht, die Minister sind seine Zähne und die Beamten sein Schwanz. […] was sind die Verfassungen in Deutschland? Nichts als leeres Stroh, woraus die Fürsten die Körner für sich herausgeklopft haben. […] Deutschland ist jetzt ein Leichenfeld, bald wird es ein Paradies sein. Das deutsche Volk ist ein Leib, ihr seid ein Glied dieses Leibes. Es ist einerlei, wo die Scheinleiche zu zucken anfängt. Wann der Herr euch seine Zeichen gibt durch die Männer, durch welche er die Völker aus der Dienstbarkeit zur Freiheit führt, dann erhebet euch, und der ganze Leib wird mit euch aufstehen.“

Es dauerte noch Jahrzehnte, bis die Arbeiterbewegung eine gesellschaftliche Macht wurde, und bei ihren Anfängen war es auch noch nicht klar, dass der Marxismus dominierend werden würde. Außerdem gab es auch protestantische und katholische Initiativen, die sich für das Wohl der Arbeiter engagierten, beispielsweise vom Hamburger Pfarrer Johann Heinrich Wichern und dem westfälischen Geistlichen Wilhelm Emmanuel von Ketteler.

#### Konservative

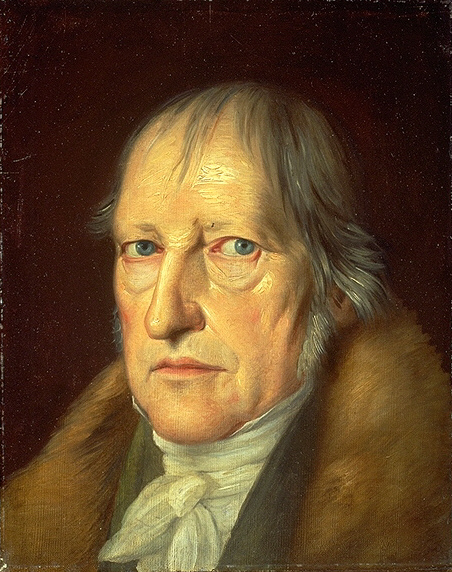
Der Staatsphilosoph Hegel gehörte zu den Stammvätern des Konservativismus in Deutschland

Der Konservatismus war die Kraft der Beharrung, ständisch und romantisch. In Preußen wurde er durch den Rechtsphilosophen Friedrich Julius Stahl modernisiert, einen ehemaligen Burschenschafter und getauften Juden, der aus Bayern nach Berlin kam. Seinem Programm zufolge sollte der christliche Staat auf christlichen Normen und Einrichtungen beruhen, nicht auf weltlichen. Er sollte mit der Kirche wesensmäßig verbunden sein und beispielsweise mit dem Eherecht dafür sorgen, dass die Gesellschaft christlich bleibt.
Dank Stahl lehnte der Konservatismus den modernen Staat nicht mehr ab, sah in ihm „nicht ein quasi privates, ständisches und partikularistisches Herrschafts- und Eigentumsgefüge, sondern das einzige und ungeteilte Gemeinwesen, dem alle öffentliche Gewalt zukommt“ (Nipperdey). Die Verfassung sollte nicht liberal, sondern auf den Monarchen ausgerichtet sein, mit nur eingeschränkter Rolle des Parlaments. Stahl verwies auf das englische Beispiel und die ständischen Wurzeln des Parlaments dort.
Von 1840 bis 1862 wirkten vier Gruppen von Konservativen. Die Ständisch-Konservativen mit Leopold von Gerlach und Friedrich Julius Stahl, die „Hochkonservativen“, lehnten den Absolutismus ebenso wie den Liberalismus ab. Beides seien Produkte rationalistischen Denkens. Ihr Eintreten für die Königsherrschaft entsprang dem Gedanken an das Gottesgnadentum. Sie gingen vom „Ganzen“ aus und verwarfen die Teilung Europas in Nationalstaaten; sie befürworteten eine natürliche, „organische“ Entwicklung, nicht aber den revolutionären Umsturz oder das „fortschrittliche“ Überspringen von Entwicklungsstufen. Ihr Legitimismus ging davon aus, dass die alten Rechte der Stände, aber auch die Rechte eines entthronten Monarchen weiter gälten.
Die Sozialkonservative Gruppe forderte mit Lorenz von Stein und Victor Aimé Huber ein soziales Königtum. Die soziale Frage solle nicht dadurch gelöst werden, dass die Fabrikbesitzer die Methoden der landwirtschaftlichen Patriarchen übernehmen. Vielmehr solle der monarchische Staat zum Sozialstaat werden. Aus dieser Richtung erwuchsen später die Innere Mission protestantischer Geistlicher, die Arbeiterschutzgesetze und die Sozialversicherung Bismarcks.
Nationalkonservative, darunter Leopold von Ranke und Moritz August von Bethmann Hollweg, strebten nach einem deutschen Nationalstaat nach englischem Vorbild, sie waren auch dazu bereit, Grundrechte anzuerkennen. Der Nationalstaat sollte aber so föderal wie möglich organisiert sein, einen starken Monarchen haben und nicht aus einer Revolution entstehen.
Staatskonservativ heißt die Gruppe mit Gustav von Griesheim und Otto von Manteuffel. Ihre Anhänger hatten eine große Macht in den deutschen Staaten, nicht zuletzt in Preußen, während die konservative Staatstheorie bereits über sie hinweggegangen war. Sie trat für einen spätabsolutistischen, allmächtigen Staat ein, gestützt auf Monarchie, Bürokratie, Militär und Staatskirchentum.

#### Katholiken

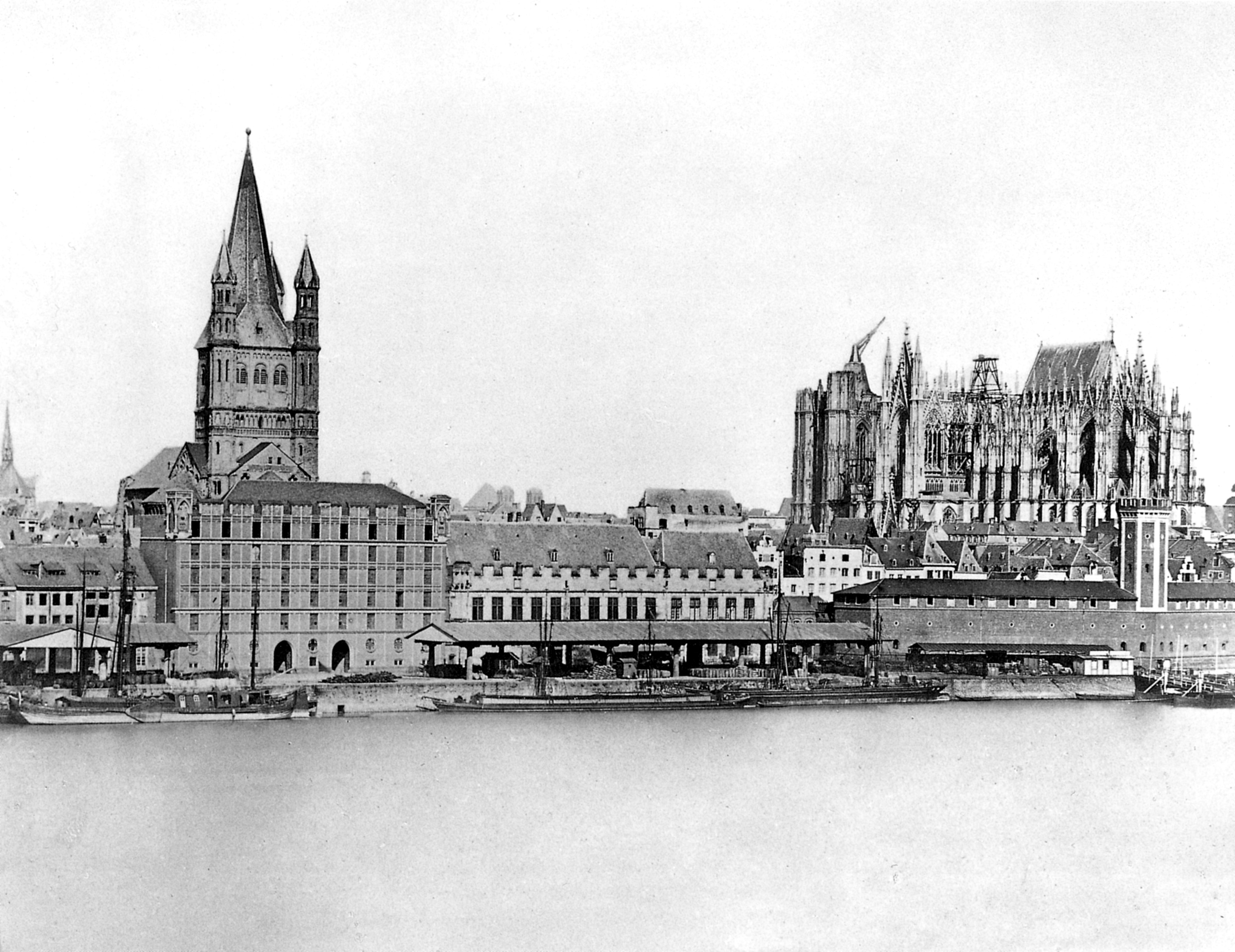
Der Kölner Dom (rechts) wird zu Ende gebaut, um 1856. Der mittelalterliche Bau erhielt im Zuge der Romantik eine neue, jetzt auch nationale Bedeutung. Die Vollendung (1840 bis 1880) schlug eine Brücke vom katholischen Rheinland zum protestantischen Preußen, das den Bau unterstützte.

Die Kirche war vor der Französischen Revolution stets gemeinsam mit dem Staat aufgetreten. Das war danach nicht mehr so selbstverständlich; jedoch wollte die Kirche auch weiterhin Einfluss auf das Leben der Menschen haben, vor allem durch so lebensprägende Einrichtungen wie Schule und Ehe. Auf diesen Gebieten musste sie sich aber mit dem Staat arrangieren. Aus den Versuchen, die Kontrollen und Eingriffe des Staates abzuwehren, entsprang eine politische Bewegung auch außerhalb der Amtskirche. Der Katholik sah sich der Säkularisierung (Verweltlichung) gegenüber, der vorherrschenden Strömung in der bürgerlichen Gesellschaft.
Die katholischen Massen wurden nach 1815 nur langsam mobilisiert und organisiert, anhand von Wallfahrten und Kirchenblättern, ab den 1840er Jahren auch durch Vereine. Die eigentliche Parteibildung trat 1838 ein, nach dem Kölner Ereignis 1837: Der preußische Staat hatte im Streit um konfessionell gemischte Ehen den Kölner Erzbischof inhaftiert. Das wurde zur ersten gesamtdeutschen Erfahrung der Katholiken, die politisierte und polarisierte. Die protestantischen und katholischen Konservativen trennten sich, Liberale und Radikale wandten sich gegen den Katholizismus. Aus dieser Zeit stammen die Kampfschrift Athanasius und das Berliner Politische Wochenblatt von Joseph Görres.
Die konservativen Katholiken betonten Ordnung und Tradition und dass der Mensch nicht der Schöpfer und Herrscher sei. Die Revolution sahen sie als moderne Sünde an. Die Liberalen würden den Menschen den Halt am Gegebenen nehmen, der bürokratisch-obrigkeitliche Staat sei ebenfalls moderner Ungeist. Ursprung des modernen Unglücks sei die Reformation mit ihrem Subjektivismus, aus dem Aufklärung, Absolutismus und überhaupt die Revolution stammen.

### Deutsche Revolution 1848/1849

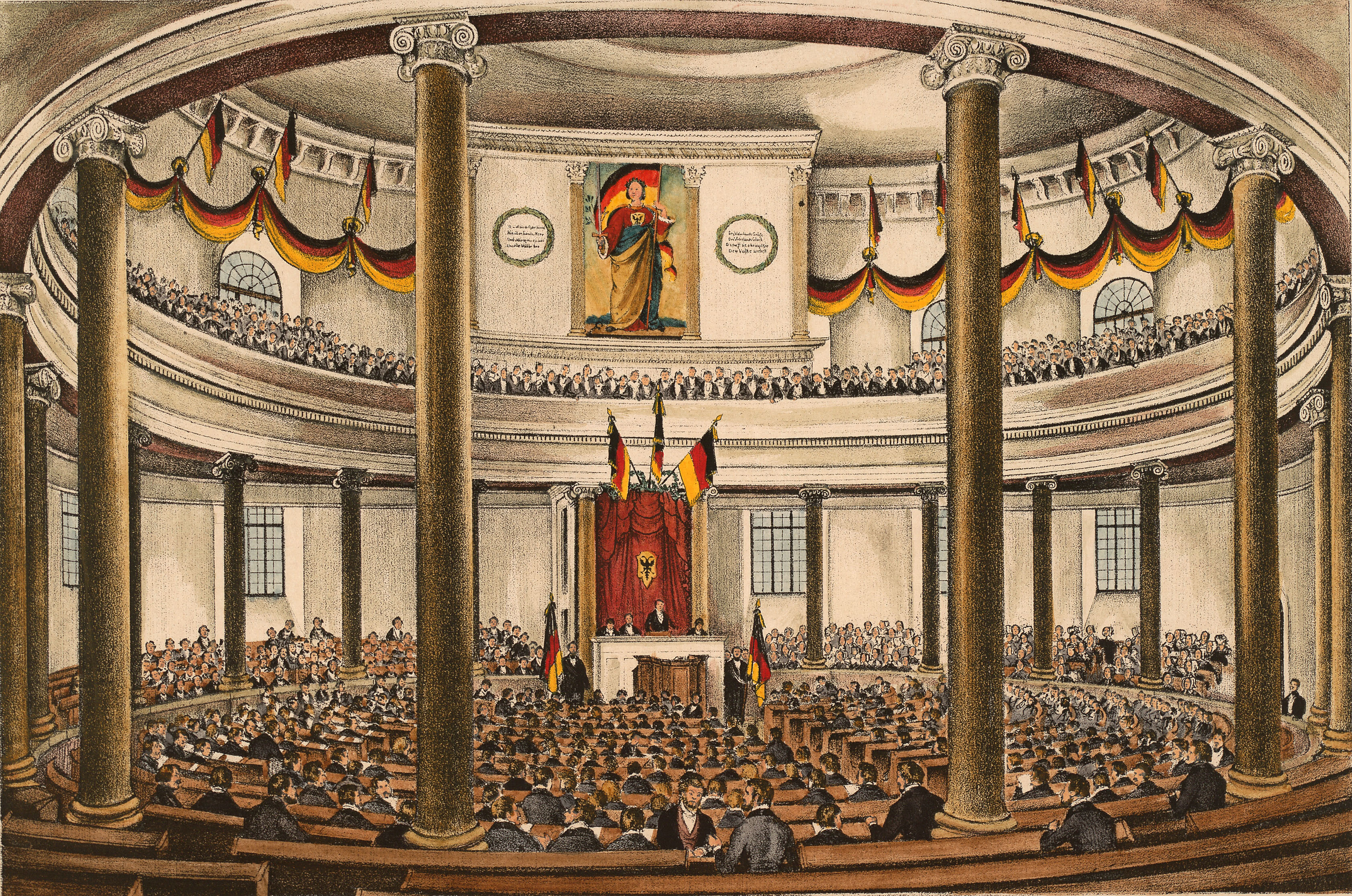
Frankfurter Paulskirche 1848, geschmückt in Schwarz-Rot-Gold und dem Bildnis der Germania. Die Kirche war der Tagungsort der Frankfurter Nationalversammlung, des ersten gesamtdeutschen Parlamentes.

In Anlehnung an revolutionäre Ereignisse in Frankreich und anderen europäischen Ländern kam es im März 1848 zur „Märzrevolution“ in Deutschland, um aus Deutschland ein geeintes Land mit einer parlamentarischen Verfassung zu machen. Viele Monarchen, in Angst vor Terror wie bei der Französischen Revolution, ernannten liberale Regierungen. Schon am 5. März trafen sich liberale und demokratische Politiker in Heidelberg. Erstere waren für die Monarchie, Letztere für die Einführung der Republik. Gemeinsam stimmte man dann im Frankfurter Vorparlament (März/April) für Wahlen zu einer Nationalversammlung, die die Frage Monarchie oder Republik beantworten würde. Eine extreme Linke um Friedrich Hecker blieb bei ihrer Forderung, das Vorparlament müsse sich zum Revolutionskonvent erklären und dauerhaft zusammenbleiben, und verließ die Versammlung für einige Zeit. Die gemäßigte Linke um Robert Blum blieb.
Die Wahlen zur Nationalversammlung liefen je nach Staat unterschiedlich ab, doch nach den Vorgaben des Bundeswahlgesetzes des Bundestags. Die Bestimmung, dass nur „Selbstständige“ wählen durften, wurde allgemein sehr großzügig ausgelegt, so dass durchschnittlich etwa achtzig Prozent der (männlichen, erwachsenen) Bevölkerung Deutschlands gewählt haben. Da es Parteien nur in Ansätzen gab, waren die Wahlen meist Persönlichkeitswahlen.

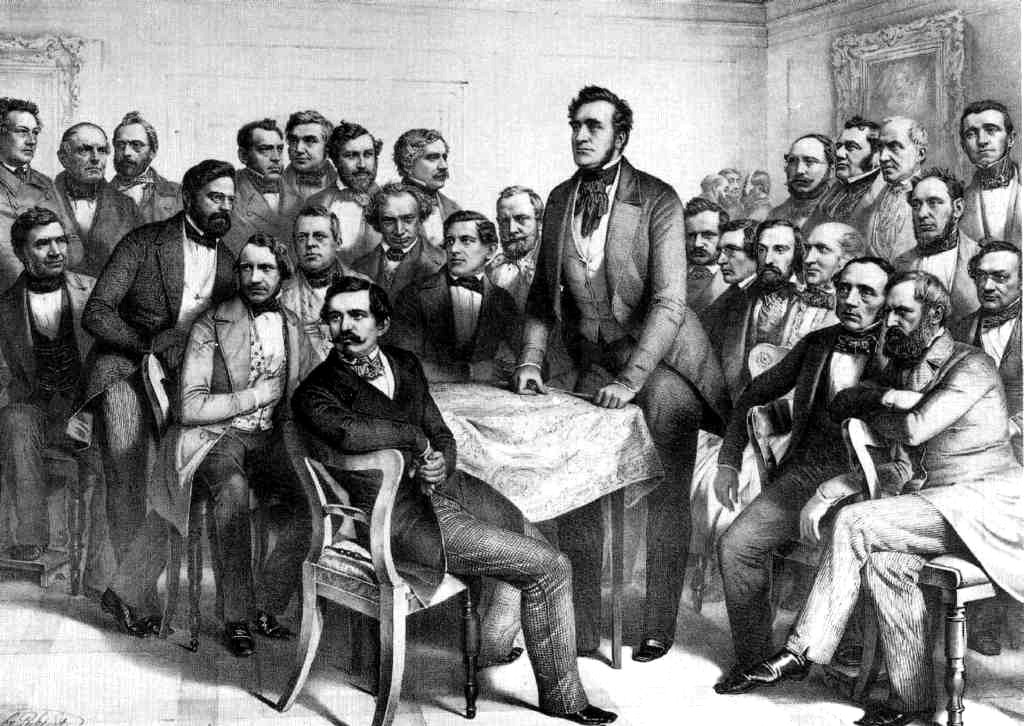
Die „Casino-Fraktion“, die gemäßigten Liberalen; stehend ihr Führer Heinrich von Gagern

Im „Paulskirchenparlament“, benannt nach einer Frankfurter Kirche, in der es tagte, fehlten sowohl die Hochkonservativen als auch die Sozialisten. Die Katholiken waren eher schwach vertreten und teilten sich zudem in mehrere Gruppen auf. Die verschiedenen Fraktionen (Angehörige einer bestimmten politischen Richtung) benannten sich nach dem jeweiligen Hotel oder Restaurant, in dem sie sich trafen:
- Ca. vierzig Rechte, das heißt gemäßigte Konservative (Steinernes Haus, dann Café Milani): Sie wollten das Bestehende bewahren, waren für die Kirche und für eine föderalistische Lösung, also einen Gesamtstaat, der den einzelnen Gliedstaaten viel Freiraum geben würde.
- Ca. 120–130 Angehörige des Rechten Zentrums, die konstitutionellen Liberalen (Casino): Angestrebt wurde eine Zusammenarbeit mit den Regierungen der deutschen Staaten für einen Ausgleich zwischen Staat und Individuum. Dazu sollte notfalls auch Zugeständnisse in Fragen der Freiheit gemacht werden. Bekanntester Vertreter dieser Richtung war der Parlamentspräsident und spätere Reichsministerpräsident Heinrich von Gagern. Sie zerfiel später in mehrere Teile.
- Ca. 100 Abgeordnete im Linken Zentrum, den linken Liberalen (Württemberger Hof): Es setzte sich für Volkssouveränität und die Rechte des Parlamentes, auch bereits der Paulskirche, ein. Im Oktober spalteten sich eine rechte (Augsburger Hof) und eine linke (Westendhall) Gruppe ab.
- Ca. 100 gemäßigte Demokraten (Deutscher Hof): Robert Blum und seine Anhänger waren für Republik sowie Volks- und Parlamentsherrschaft.
- Ca. 40 Radikale, die extremen Demokraten (Donnersberg): Die Anhänger von Hecker wollten die Revolution notfalls weiterführen.[24]

Es gab bei aller Gruppenbildung noch viele Fraktionslose und Fraktionswechsler, und nicht immer stimmten die Fraktionen geschlossen ab. Grundsätzlich aber wurde von einem Fraktionsmitglied erwartet, dass es in wichtigen Fragen sich der Fraktionsmehrheit anschloss. Später gruppierten die Rechten und die Mitte sich um, nach Großdeutschen und Kleindeutschen, die jeweils die Linke zur Zusammenarbeit brauchten.
Außerhalb des gesamtdeutschen Parlamentes gab es Entwicklungen in den Parlamenten der Einzelstaaten sowie außerparlamentarische Bewegungen:
- Die Katholiken sammelten sich etwa in den „Piusvereinen für religiöse Freiheit“, mit ungefähr 100.000 Mitgliedern; im August brachten sie für eine Petition an die Paulskirche, die Rechte der Kirche zu wahren, 273.000 Unterschriften zusammen. Nach Einspruch Roms ließen sie die Forderung nach einem nationalen Primas (Vorsitzendem der Bischöfe in Deutschland) und einer deutschen Synode fallen. Wichtiger war es für sie, die Kirche vor staatlichen Eingriffen zu bewahren.[26]
- Die Konservativen bemühten sich um Strategien gegen die Revolution. Im Juli 1848 sammelten die Hochkonservativen hinter der Neuen Preußischen Zeitung („Kreuzzeitung“), auch Vereine des Großgrundbesitzes und der protestantischen Kirche formierten sich. Wichtige Unterstützung kam aus militärischen Kreisen, die an den Höfen noch viel Einfluss hatten. Aus diesen Kreisen stammt der Satz, gegen Demokraten würden nur Soldaten helfen.[27]
- Radikale und Demokraten fürchteten die Gegenrevolution und wollten darum die Revolution umso radikaler weitertreiben. Sollte die Paulskirche scheitern, wollte man eine „Art jakobinischer temporärer Diktatur“ mit totalitären Zügen (Nipperdey) einrichten. In Frankfurt kam im Juni ein Demokratenkongress mit zweihundert Teilnehmern zustande, der zur Gründung demokratisch-republikanischer Vereine aufrief. Die Demokraten lösten sich endgültig von den Liberalen. Im September kam es sogar zu einem radikalen Aufstand in Frankfurt, bei dem zwei konservative Abgeordnete getötet wurden. Vor allem dies brachte die Mitte gegen die Linke auf und stärkte letztlich die Konservativen.[28]

In der Form von Arbeitervereinen gab es bereits Gruppen, die der einen oder anderen Formulierung des „Sozialismus“ anhingen. Aus dem Revolutionsjahr stammt beispielsweise das Kommunistische Manifest. Diese Gruppen waren nicht in der Paulskirche vertreten und konnten damals noch nicht eindeutig vom bürgerlichen Radikalismus abgegrenzt werden.
Die Frankfurter Nationalversammlung erarbeite eine Reichsverfassung. Außerdem erließ sie Reichsgesetze und setzte eine vorläufige Reichsregierung ein. Am 28. März 1849 wählte die Paulskirche den preußischen König Friedrich Wilhelm IV. zum Kaiser der Deutschen, der die Kaiserkrone allerdings nicht annahm. Stattdessen bekämpfte er die Nationalversammlung und ließ die Revolution gewaltsam niederschlagen.

### Überregionale Parteien nach 1849

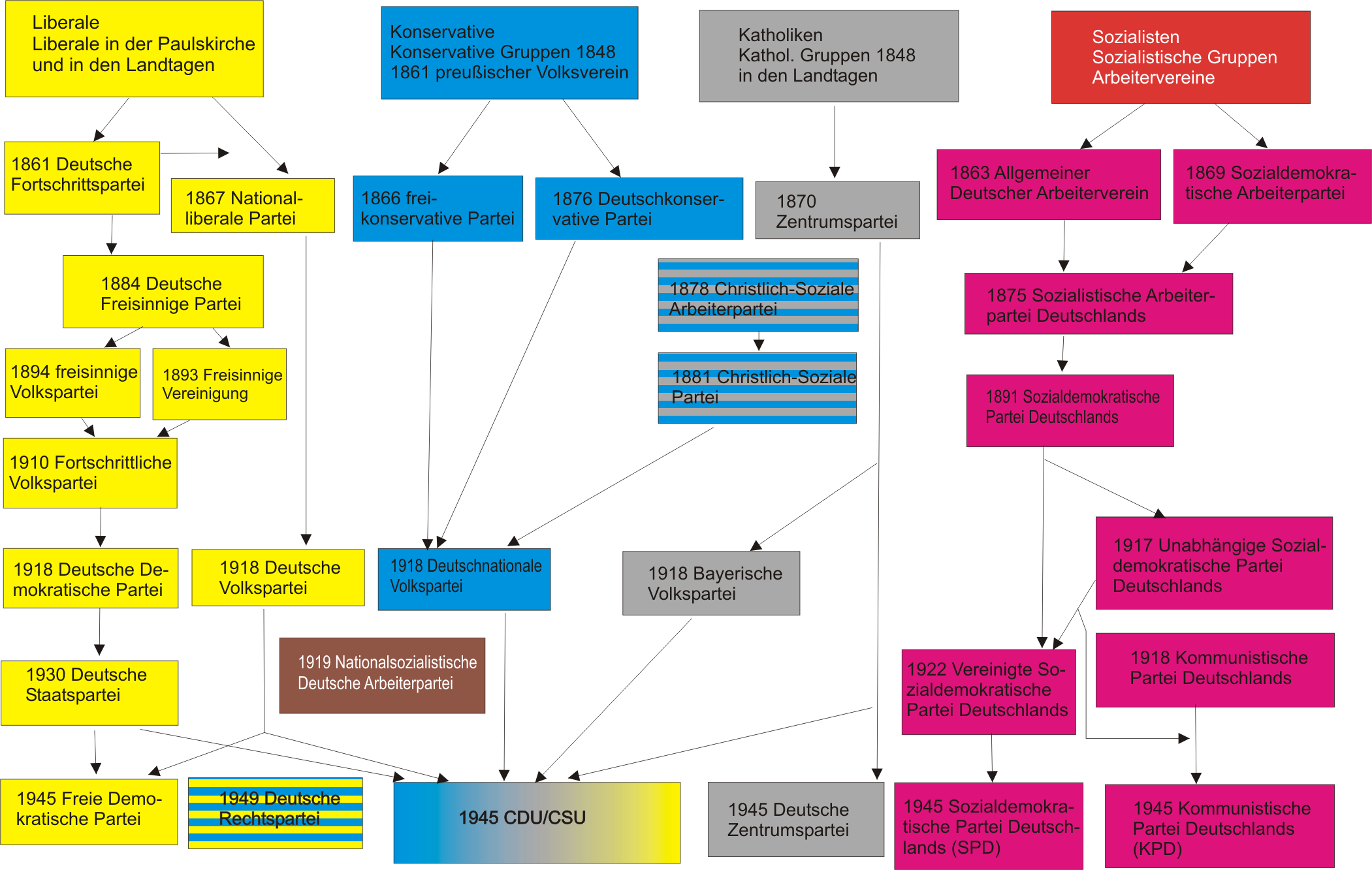
Stammbaum der deutschen Parteien bis 1945

Das Jahrzehnt nach der gescheiterten Märzrevolution wird „Reaktionszeit“ genannt. Parteien und politische Vereine waren verboten. Das lockerte sich im Königreich Preußen erst während der sogenannten Neuen Ära: 1858 übernahm Prinzregent Wilhelm die Amtsgeschäfte von seinem kranken Bruder.

#### Liberale
Die erste deutsche Partei mit einem festen Parteiprogramm war die 1861 gegründete liberale Deutsche Fortschrittspartei. Sie setzte sich für einen deutschen Nationalstaat auf demokratischer und parlamentarischer Grundlage ein:

„Wir sind einig in der Treue für den König und in der festen Überzeugung, daß die Verfassung das unlösbare Band ist, welches Fürst und Volk zusammenhält. […] Für unsere inneren Einrichtungen verlangen wir eine feste liberale Regierung, welche ihre Stärke in der Achtung der verfassungsmäßigen Rechte der Bürger sieht […].“

Die im preußischen Landtag mächtige Fortschrittspartei spaltete sich 1867 in eine linke und eine rechte Richtung. Das war eine verspätete Folge des preußischen Verfassungskonflikt von 1862. Ministerpräsident Otto von Bismarck hatte, nachdem er vom liberalen Landtag keine Unterstützung für seinen Militärhaushalt bekommen hatte, einfach ohne Zustimmung des Landtags gehandelt. Nach dem Sieg über Österreich bat er 1866 mit der sogenannten Indemnitätsvorlage um eine nachträgliche Rechtfertigung; nur indirekt gestand er ein, rechtswidrig gehandelt zu haben. Während die Linksliberalen das Versöhnungsangebot ablehnten, nahmen die Rechten es an und gründeten in der Folge die Nationalliberale Partei. Sie war kleindeutsch orientiert, wollte also ein preußisch geführtes Deutschland ohne Österreich, und arbeitete später auch meistens mit der Reichsregierung zusammen.
Süddeutsche Liberale hingegen gründeten damals die linksliberale Deutsche Volkspartei. Sie wollten eine großdeutsche Lösung, also ein föderalistisches Deutschland einschließlich Österreichs. Im Reichstag des Norddeutschen Bundes (seit 1867) arbeitete die Deutsche Volkspartei auch mit Sozialisten, die ebenfalls antipreußisch eingestellt waren.

#### Sozialisten

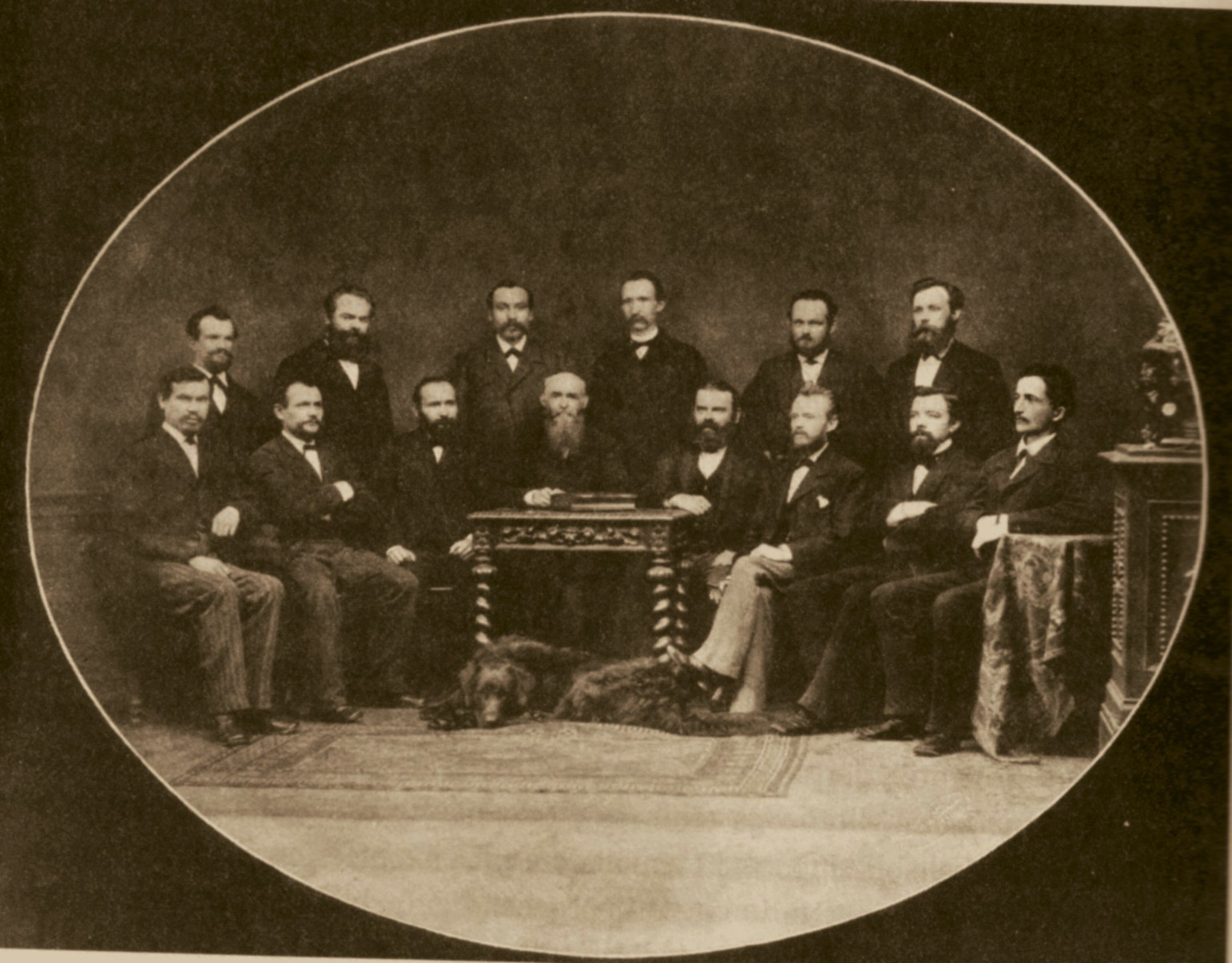
Vorstand des ADAV, 1863

1863 wurde in Leipzig der erste Vorläufer der Sozialdemokratischen Partei Deutschlands gebildet, der Allgemeine Deutsche Arbeiterverein (ADAV). Sein Hauptinitiator und Präsident war der Breslauer Ferdinand Lassalle, der als Hauptfeind die Liberalen ansah, die die Revolution von 1848 verraten hätten. Als er ein Jahr später starb, hatte der Verein zwar nur 4600 Mitglieder, doch bereits eine zentralistische Organisation.
Lassalle sprach von der „helfende[n] Hand des Staates“, der die Arbeitervereine im Kampf gegen soziale Ausbeutung bedürften:

„Wenn die gesetzgebenden Körper Deutschlands aus dem allgemeinen und direkten Wahlrecht hervorgehen – dann und nur dann werden Sie den Staat bestimmen können, sich dieser seiner Pflichten zu unterziehen […]. Organisieren Sie sich als ein allgemeiner deutscher Arbeiterverein zu dem Zweck einer gesetzlichen und friedlichen, aber unermüdlichen, unablässigen Agitation für die Einführung des allgemeinen und direkten Wahlrechts in allen deutschen Ländern. […] Man kann von seiten der Regierungen mit der Bourgoisie über politische Rechte schmollen und hadern. Man kann selbst Ihnen politische Rechte und somit auch das allgemeine Wahlrecht verweigern, bei der Lauheit, mit welcher politische Rechte aufgefaßt werden. Aber das allgemeine Wahlrecht von 89 bis 96 Prozent der Bevölkerung als Magenfrage aufgefaßt und daher auch mit der Magenwärme durch den ganzen nationalen Körper hinverbreitet – seien Sie ganz unbesorgt, meine Herren, es gibt keine Macht, die sich dem lange widersetzen würde!“

1869 entstand, hervorgehend aus der kurzlebigen Sächsischen Volkspartei von 1866, die marxistisch orientierte Sozialdemokratische Arbeiterpartei (SDAP) auf Initiative von Wilhelm Liebknecht und August Bebel, die zunächst noch – aus unterschiedlichen Gründen – in Konkurrenz zum ADAV stand. Unter anderem war die eher in Sachsen, Bayern und anderen nichtpreußischen Gebieten beheimatete Partei großdeutsch eingestellt, während der ADAV eine taktische Zusammenarbeit mit der preußischen Regierung nicht ablehnte. 1875 vereinigten sich die beiden Parteien in Gotha zur Sozialistischen Arbeiterpartei Deutschlands (seit 1891 unter dem heute bekannten Namen, SPD).

#### Konservative
Wie die Liberalen waren auch die Konservativen uneins über Bismarcks Politik. Die Altkonservativen beriefen sich auf das Legitimitätsprinzip (die angestammten Rechte der Fürsten) und verurteilten daher, dass Preußen Gebiete wie Hannover annektierte und deren Fürsten absetzte. Ebenso lehnten sie den Krieg gegen Österreich 1866 ab. Die moderneren Freikonservativen (seit 1866/1867, später auf Reichsebene Deutsche Reichspartei) hingegen unterstützten Bismarck.

#### Katholiken
Katholische Abgeordnete bildeten wie selbstverständlich eigene Fraktionen. Hermann von Mallinckrodt fasste im Mai 1862 in einen Programmentwurf die Vorstellungen in Preußen zusammen:

„Die wesentliche Unterlage eines gerechten, freien Staatswesens besteht in den Lehren und Grundsätzen des Christentums. […] Je höher Beruf und Recht der obrigkeitlichen Gewalt zu achten, um so weniger darf verkannt werden, daß deren Rechtssphäre in dem Rechte der Individuen, Familien und Korporationen ihre Beschränkung findet […]. Die Grundsätze der Moral und des Rechtes müssen auch in der Politik Leitsterne sein. Unwürdig eigenen Rechtes, wer fremdes Recht mißachtet. Deshalb Bekämpfung aller revolutionären Tendenzen, sei es in den äußeren Beziehungen, sei es auf dem inneren Gebiete des Staates. Eine deutsche Politik, welche dem Machtverhältnis wie den Interessen unseres preußischen Staates volle Würdigung zuteil werden und die letzteren keinem fremden Sonderinteresse nachsetzen läßt, aber auch ebensowenig in engherzigem Pflegen eigenen Sonderinteresses den Maßstab sucht für die Bedürfnisse und die nationale Aufgabe des deutschen Volkes.“

1870 bildete sich die katholische Zentrumspartei, benannt nach der Tatsache, dass die katholischen Abgeordneten meist zwischen den Liberalen links und den Konservativen rechts im Parlament saßen. Sie gilt im Nachhinein als erste deutsche „Volkspartei“, denn ihre Wähler kamen aus allen sozialen Schichten. Ihre Stimmenanteile waren jahrzehntelang mit zehn bis zwanzig Prozent relativ gleichbleibend. Verglichen aber etwa mit der niederländischen katholischen Partei hat das Zentrum das katholische Wählerpotential eher schlecht ausgeschöpft, denn die Katholiken stellten dreißig bis vierzig Prozent der deutschen Bevölkerung.

## Kaiserreich 1871–1918

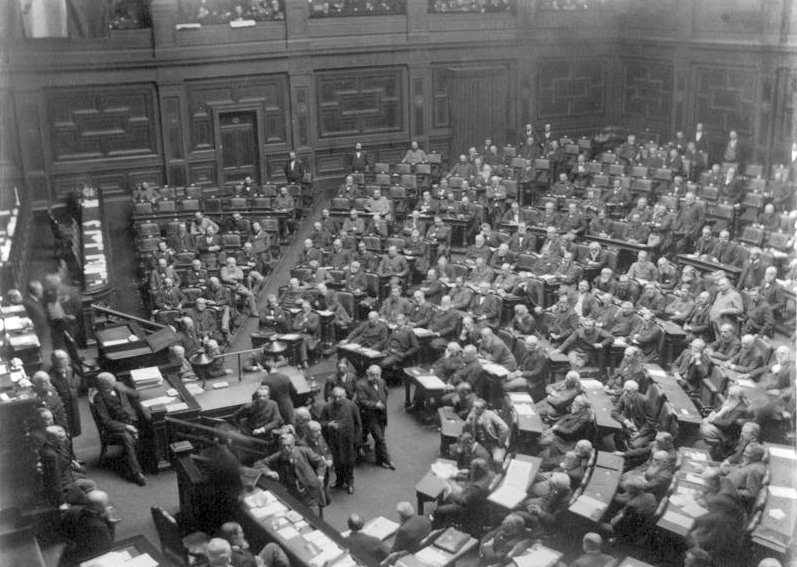
Plenarsaal des Reichstags, 1889

Schon im Norddeutschen Bund seit 1867, dann aber auch im Kaiserreich seit 1871 war der Reichstag ein wichtiges Organ, mit dem die Parteien die staatliche Politik beeinflussen konnten. Sie bestimmten über die Gesetzgebung mit, die Regierung allerdings wurde vom Kaiser eingesetzt. Beschränkt war die Rolle des Reichstags und damit auch der Parteien ferner durch den Föderalismus, durch die Stärke Preußens im Bundesrat und durch gewisse Beschränkungen beim Budgetrecht und den Entscheidungen über das Militär.

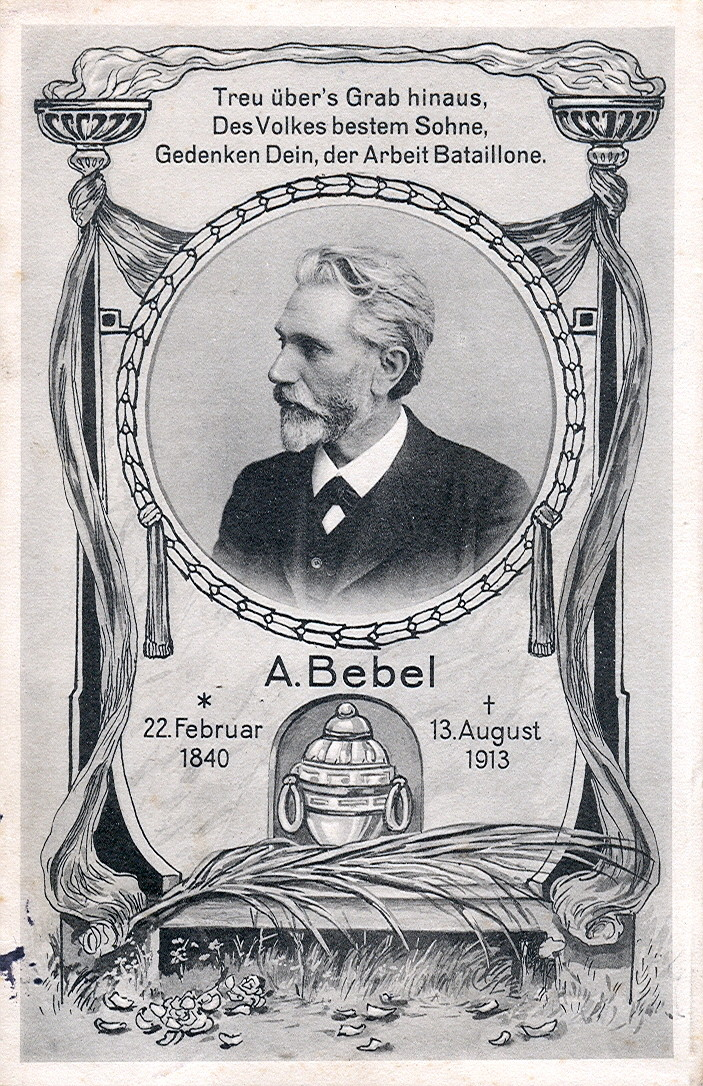
Postkarte zum Tod des „Arbeiterkaisers“ August Bebel, 1913. Für die Aktiven der Sozialdemokratie war ihre Partei oft mehr als eine bloße Organisation zur Interessenvertretung, sondern eine starke ideelle Bewegung.

Die Parteien der 1860er-Jahre bestanden im Kaiserreich im Wesentlichen fort. Die 1875 vereinten Sozialisten (siehe Gothaer Programm) benannten sich 1891 in Sozialdemokratische Partei Deutschlands um, die Linksliberalen (beziehungsweise diejenigen, die nicht zu den Nationalliberalen gehörten) verteilten sich zeitweise über drei verschiedene Parteien.
1876 formierten sich die traditionelleren der Konservativen auf Reichsebene. Trotz des Namens Deutschkonservative Partei war es eine vorwiegend in Preußen beheimatete Partei, dessen Interessen sie auch vertrat. Bei dieser Partei der Gutsbesitzer, teilweise auch höherer Offiziere, waren 1887 von 74 Reichstagsabgeordneten 53 Adlige. Sie bejahten das neue Reich, wollten aber die Eigenständigkeit des monarchischen Preußens wahren, das der Angelpunkt ihrer Bestrebungen blieb. Diese Haltung bedeutete auch, dass die Deutschkonservative Partei sich von den völkischen Nationalisten wie dem Alldeutschen Verband abgrenzte, wenngleich sie gegenüber den Minderheiten in Deutschland widersprüchlich auftrat. Freundlicher war sie zu den Preußen-bejahenden Litauern, feindlich gegenüber den antipreußischen Polen.
Hinzu kam unter anderem die 1878 gegründete Christlich-soziale Arbeiterpartei, die als erste Antisemitismus ins Parteiprogramm aufnahm. Der Parteigründer und Berliner Dom- und Hofprediger Adolf Stoecker machte den Antisemitismus salonfähig. Außer dieser gelangten auch weitere Antisemitenparteien in den Reichstag, sie erlangten aber nie politische Bedeutung. Die Deutschsoziale Partei beispielsweise forderte 1899:

„Es ist die Aufgabe der antisemitischen Partei, die Kenntnis vom wahren Wesen des Judenvolkes zu vertiefen […]. Dank der Entwicklung unserer modernen Verkehrsmittel dürfte die Judenfrage im Laufe des 20. Jahrhunderts zur Weltfrage werden und als solche von den anderen Völkern gemeinsam und endgültig durch völlige Absonderung und (wenn die Notwehr es gebietet) schließliche Vernichtung des Judenvolkes gelöst werden.“

Ferner gab es im Parlament immer eine gewisse Anzahl von Abgeordneten, die Regionalparteien oder Minderheiten angehörten. Sie machten zusammen etwa zehn Prozent aus. Dabei handelte es sich um die „Elsässer“, also die allermeisten Abgeordneten aus Elsass-Lothringen, die ansonsten dem Zentrum recht nahe standen, ähnlich wie die polnischen Abgeordneten. Ferner gab es einige dänische Abgeordnete. Diese drei Gruppierungen verschwanden nach 1918 aus dem Parlament, entsprechend der Gebietsverluste Deutschlands. Dauerhaft gab es die Deutsch-Hannoversche Partei, die 1869/1870 aus dem Hannoverschen Wahlverein entstanden war, nachdem 1866 Preußen Hannover annektiert hatte.

### Wahlen und regionale Verteilung
Das Wahlrecht unterschied sich in den einzelnen Ländern; Preußen hatte beispielsweise bis 1918 ein Dreiklassenwahlrecht. Die Wahl zum Reichstag hingegen war einheitlich allgemein, gleich und direkt (und mit Einschränkungen auch geheim). Wahlberechtigt waren im Prinzip alle Männer ab 25 Jahren, ausgenommen Militärangehörige, Strafgefangene, Entmündigte und Männer, die von der Armenhilfe lebten. Waren 1874 noch 11,5 Prozent der Männer von der Wahl ausgeschlossen, waren es 1912 nur noch 5,9 Prozent. Das lag daran, dass die Kriterien anders ausgelegt wurden und die Wählerlisten besser geführt wurden.
Wählbar waren außer den Wahlberechtigten auch die Militärs. Wurde ein Abgeordneter verbeamtet, musste er sein Mandat aufgeben. Da es bis 1906 auch keine Diäten (Geld für Abgeordnete) gab, waren die Sozialdemokraten grundsätzlich benachteiligt, weil ihre Vertreter oft aus ärmeren Verhältnissen stammten. Allerdings waren ihre Abgeordneten oft Parteiangestellte oder Redakteure von Parteizeitungen, das band sie wiederum stärker an ihre Partei.

Die Karte zeigt an, wie die einzelnen Wahlkreise 1912 gewählt haben. Die Sozialdemokraten, die Gewinner dieser Wahl, hatten ihre Hochburgen vor allem in der Mitte Deutschlands.

Die Abstimmung erfolgte nach einem absoluten Mehrheitswahlrecht in Ein-Personen-Kreisen; erreichte in einem Wahlkreis kein Kandidat eine absolute Mehrheit, kam es bald darauf zu einer Stichwahl. Bereits im Vorfeld einigten sich politisch nahestehende Parteien auf einen aussichtsreichen Kandidaten.
Es kam zum Teil zu großen Unterschieden zwischen Stimmen- und Mandatsanteil einer Partei, wie es bei der Mehrheitswahl üblich ist. Eine Partei trat normalerweise nur dort an, wo ihr Kandidat Chancen hatte, gewählt zu werden. Daher waren die Linksliberalen eine vor allem west- und süddeutsche Partei, die Konservativen hatten ihre Hochburgen im Osten. Das Zentrum war im Süden, Teilen des Westens und in Oberschlesien stark, also dort, wo Katholiken wohnten. Die einzige wirklich reichsweite Partei war die SPD, die seit 1890 in fast allen Wahlkreisen Kandidaten aufstellte. Man spricht bei aussichtslosen Wahlkreisen von „Zählkandidaten“, die den örtlichen SPD-Anhängern die Gelegenheit gaben, für ihre Partei zu stimmen. Das mobilisierte die SPD-Wähler und erbrachte einen hohen Stimmenanteil, mit dem man gegen das Mehrheitswahlsystem (und die relativ wenigen Sitze für die SPD) protestieren konnte (ähnlich gingen die Polen vor).
Außer der Mehrheitswahl an sich waren die Wahlkreiseinteilung und die Stichwahl zwei wichtige Faktoren für die Stärke von Parteien im Parlament. Die Wahlkreise wurden nicht an die Veränderungen in der Bevölkerung (Wachstum durch Geburten, Ab- und Zuwanderung) angepasst. Das benachteiligte das städtische gegenüber dem ländlichen Deutschland, das heißt die Linksliberalen und Sozialdemokraten gegenüber den Konservativen und dem Zentrum.

### Parteiorganisation

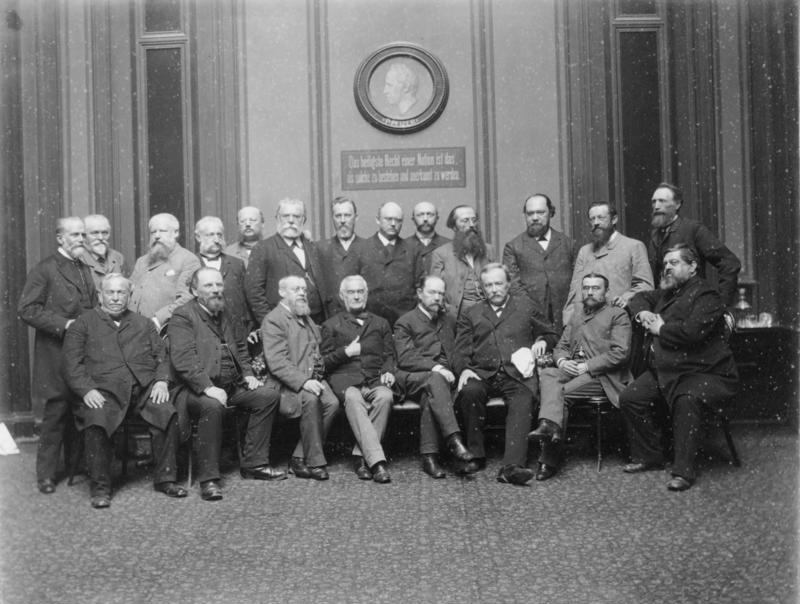
Die linksliberalen Deutsch-Freisinnigen im Reichstag, 1889

Partei zu sein bedeutete bis in die 1880er Jahre in erster Linie, Unterstützer einer Fraktion zu sein. Dies war vor allem für Wahlkämpfe wichtig, zwischen den Wahlen gab es anfangs noch kaum eine Organisation. Man war nirgendwo Mitglied, höchstens in einem Verein, der einer Partei kulturell nahestand. Das Zentrum konnte auf die Unterstützung des Klerus zählen, die Konservativen auf die Bürokratie und die Großgrundbesitzerklientel. Die Liberalen mussten sich eher Helfer für den Wahlkampf neu suchen.
Mit der Zeit entstand aus den örtlichen Wahlkomitees Kontinuität von Wahl zu Wahl. Diese Komitees ersetzten bis 1899, als politische Vereine noch verboten war, moderne Parteien. Etwa in dieser Zeit gab es mehr und mehr gesellschaftliche Gruppen mit neuen Ansprüchen, oft ökonomischen. Die Wähler waren häufiger Angestellte, nicht mehr selbstständige Handwerker und Landwirte. Die Gesellschaft, einschließlich deren Unterschichten, interessierte sich verstärkt für Politik. Die Parteiorganisationen wurden daher auch deshalb ausgebaut, um Populisten (wie den Antisemiten) entgegenzutreten. Wahlkämpfe dauerten länger und waren teurer. Nicht nur ihre eigenen politischen Redner, auch das Volk insgesamt sollte geschult werden, schreibt Margaret Anderson. Typisch dafür waren die politischen Enzyklopädien mit Titeln wie Wahlbüchlein oder Wahlkatechismus. Der Klassiker war das ABC-Buch für freisinnige Wähler des Liberalen Eugen Richter.
Die Sozialdemokraten standen für die neue Art von Parteiorganisation und Mobilisierung der Wähler. Darauf mussten die anderen Parteien reagieren, vor allem die Liberalen, während Katholiken und Konservative noch eher auf kirchliche und Verbandsstrukturen zurückgreifen konnten. Insgesamt blieb der Typus der Honoratiorenpartei beherrschend. Die Zentralen hatten nur wenig Geld, Spenden gingen zumeist an die Organisationen und Kandidaten vor Ort.

### Ohnmacht der Parteien

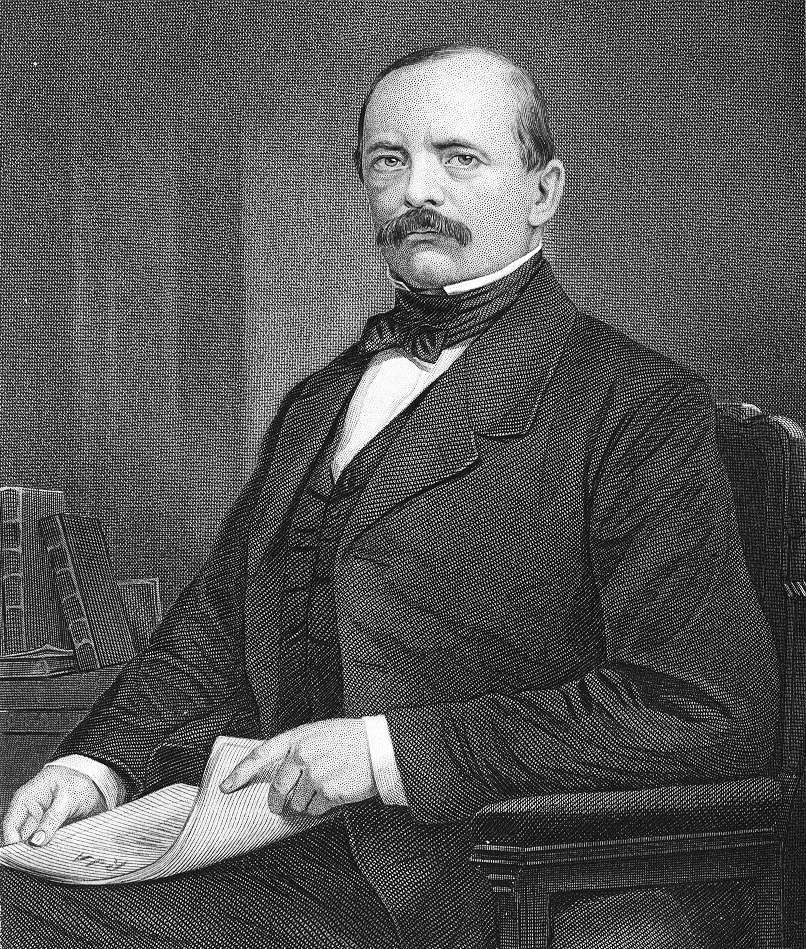
Reichskanzler Otto von Bismarck

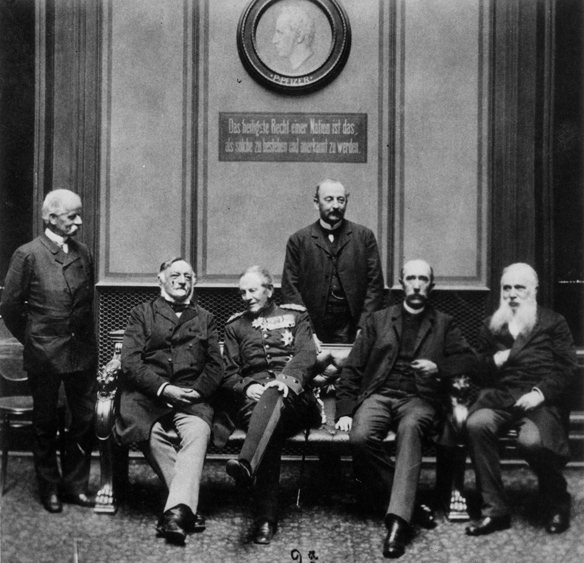
Mitglieder der deutschkonservativen Fraktion im Reichstag, 1889

Die Parteien hatten der Verfassung nach zwar keinen Einfluss auf die Regierungsbildung, dennoch hätten sie aber die Machtfrage stellen können, wie es in anderen Ländern geschehen ist. Eine Reichstagsmehrheit hätte die Gesetzes- und Haushaltsvorlagen der kaiserlichen Regierung generell ablehnen können, um den Kaiser zu zwingen, eine Regierung mit Angehörigen der Mehrheitsparteien einzusetzen. Das geschah aus mehreren Gründen nicht:
- Vor allem Otto von Bismarck, Reichskanzler von 1871 bis 1890, war sehr geschickt darin, die Parteien gegeneinander auszuspielen. Um sie gefügig zu machen, scheute er vor Diffamierung und sogar Verfolgung nicht zurück; „Reichsfeindschaft“[51] war sein Vorwurf. Das erlebten der organisierte Katholizismus mit dem Kulturkampf (etwa bis 1878) und die Sozialdemokratie mit den Sozialistengesetzen (1878–1890). Die Liberalen stimmten teilweise für die antikatholische und antisozialistische Gesetzgebung. Zwar wurden Andersdenkende nicht von Staats wegen ermordet, aber eingesperrt. Viele Karrieren wurden zerstört.
- Bismarck und auch einige kaiserliche Politiker nach ihm drohten indirekt und teilweise deutlich damit, ein neues politisches System einzurichten, in dem die Parteien noch weniger mitzureden hätten („Staatsstreichpolitik“).[52] Das entmutigte die Parteien, die Machtfrage zu stellen.
- Die Parteien vertraten unterschiedliche Auffassungen und Interessen und waren darüber hinaus bestrebt, die jeweils Andersdenkenden nicht zu weit emporkommen zu lassen:
  - Vor allem die beiden konservativen Parteien und die Nationalliberalen, die man zusammen die Kartellparteien nannte, profitierten vom bestehenden System und fürchteten politische und soziale Veränderungen.
  - Aber auch das Zentrum, das schon 1890 eine Mehrheit mit Linksliberalen und Sozialdemokraten gehabt hätte, wollte sich lieber mit der Regierung arrangieren. Es stand kulturpolitisch und schulpolitisch gegen die Linksliberalen und Sozialdemokraten, während es mit den Sozialdemokraten gewisse sozialpolitische Auffassungen teilte.
  - Selbst die Linksliberalen, die für eine Demokratisierung eintraten, arbeiteten teilweise mit den Kartellparteien zusammen, weil sie den Katholizismus und noch mehr die Sozialdemokratie fürchteten.
  - Die Sozialdemokratie war gegen eine Regierungsbeteiligung, teilweise wegen ihrer schlechten Behandlung, teilweise aus prinzipiellen Gründen. Nach den harten Sozialistengesetzen gaben sie sich 1891 das marxistische Erfurter Programm. Diese Richtung wurde in der Folge von den so genannten Revisionisten um Eduard Bernstein kritisiert. Die Historikerin Helga Grebing nannte die damalige SPD eine „isolierte Klassenpartei der deutschen Industriearbeiterschaft“.[53]

Trotzdem stand die Front der alten Mächte nicht unerschüttert. Nach der Reichstagswahl 1912 mit großen Gewinnen der SPD wurde es immer schwieriger, die alten Verhältnisse beizubehalten.

### Erster Weltkrieg 1914–1918 und Novemberrevolution

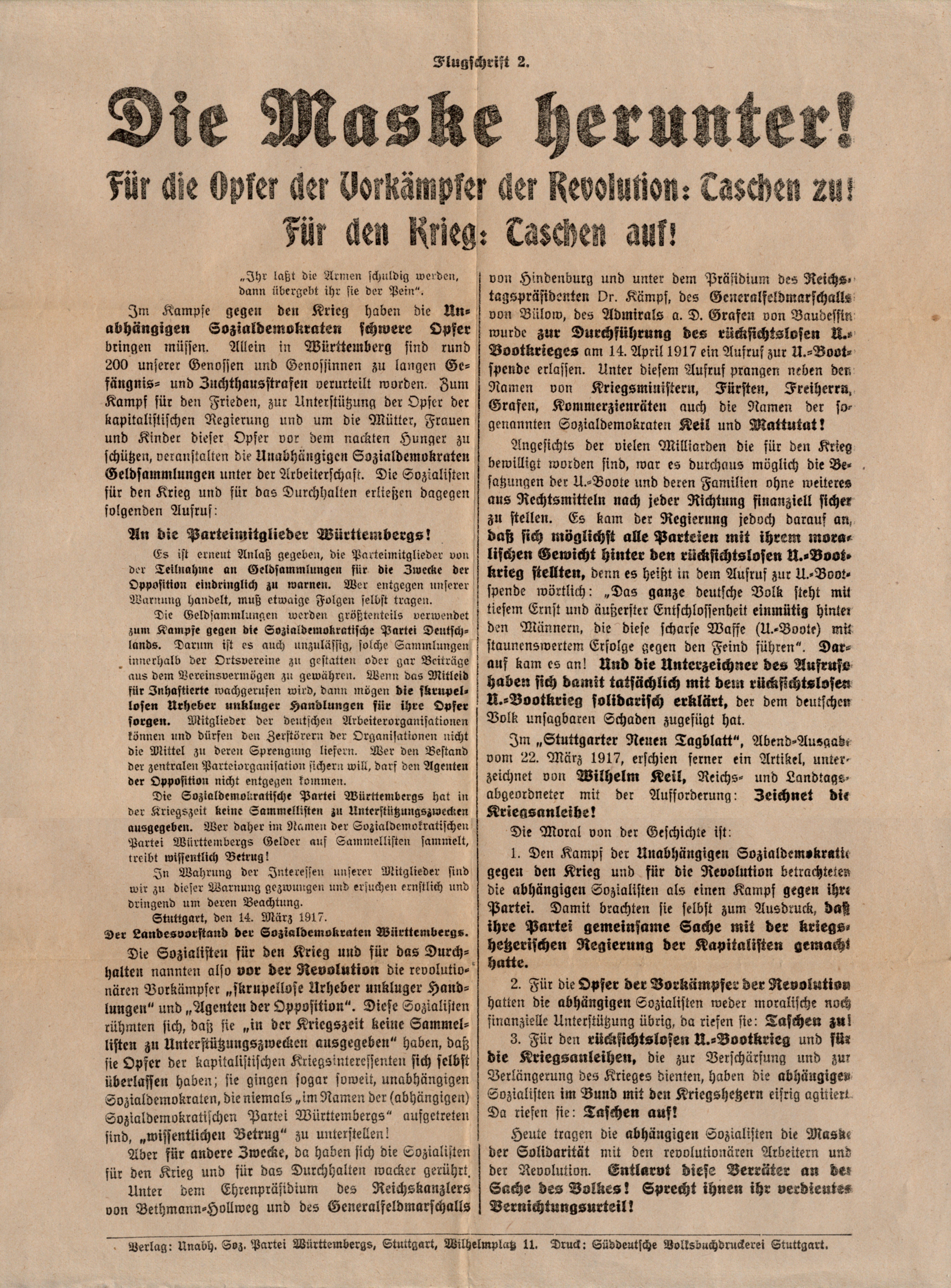
Flugblatt der USPD, Ende 1918

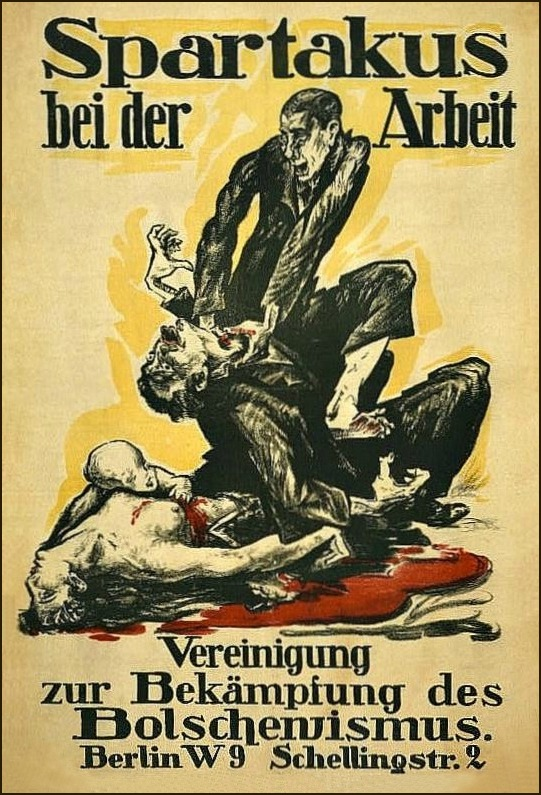
Antibolschewistisches Plakat, 1919

Am Anfang des Ersten Weltkriegs bot Kaiser Wilhelm II. den Parteien einen „Burgfrieden“. Gemeinsam solle die Nation kämpfen, von den Parteien erwartete er die Zustimmung zu den Kriegskrediten. Nur ein sehr kleiner Teil der SPD um Karl Liebknecht widersetzte sich. Dies wurde der Keim für die Unabhängige Sozialdemokratische Partei Deutschlands (USPD) 1917; die bisherige SPD wurde kurzzeitig Mehrheitssozialdemokratische Partei Deutschlands (MSPD) genannt. Eine weitere, linksrevolutionäre Gruppe, der Spartakusbund, bildete die Keimzelle für die spätere Kommunistische Partei Deutschlands (KPD).
Am 6. Juli 1917 gründeten MSPD, Freisinnige und Zentrum einen interfraktionellen Ausschuss und forderten einen Verständigungsfrieden ohne Gebietsausbreitungen und eine weitere Parlamentarisierung. Auch linke Mitglieder der Nationalliberalen wie Gustav Stresemann befürworteten die Parlamentarisierung, traten aber für Annexionen ein. In jenem Jahr wurde sogar ein konservativer Zentrumspolitiker Reichskanzler, Georg von Hertling. Allerdings blieb die Regierung schwächlich gegenüber dem Reichstag einerseits und der Obersten Heeresleitung andererseits, die von der Gunst des Kaisers profitierte.
Am 29. September 1918 informierte die Oberste Heeresleitung Kaiser und Reichskanzler über die aussichtslose militärische Lage. Ludendorff forderte ein Waffenstillstandsgesuch. Er empfahl eine zentrale Forderung des amerikanischen Präsidenten Wilson zu erfüllen und die Reichsregierung auf eine parlamentarische Basis zu stellen, um günstigere Friedensbedingungen zu erlangen. Damit sollten die demokratischen Parteien die bevorstehende Kapitulation und deren Folgen allein zu verantworten haben.
Ludendorffs Lagebericht schockierte die Reichsregierung ebenso wie danach die Führer der Parteien. Dennoch waren die Mehrheitsparteien bereit, die Regierungsverantwortung zu übernehmen. Da Reichskanzler Hertling die Parlamentarisierung ablehnte, ernannte der Kaiser am 3. Oktober den als liberal geltenden Prinzen Max von Baden zum neuen Reichskanzler. In dessen Kabinett traten erstmals auch Sozialdemokraten ein.
Mit der Oktoberreform vom 28. Oktober 1918 musste der Kanzler fortan auch das Vertrauen des Reichstags besitzen. Damit war das Deutsche Reich von einer konstitutionellen zu einer parlamentarischen Monarchie geworden. Aus Sicht der SPD-Führung erfüllte die sogenannte Oktoberverfassung die wichtigsten verfassungsrechtlichen Ziele der Partei. Nach der erzwungenen Abdankung des Kaisers am 9. November ging das Land freilich in Richtung einer Republik mit einer neuen Verfassung, die am 11. August 1919 verabschiedet wurde.

## Weimarer Republik 1919–1933

### Voraussetzungen

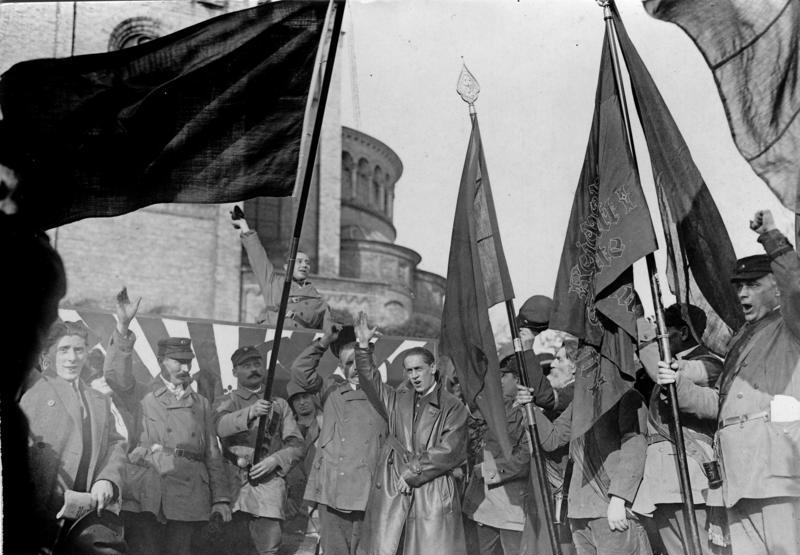
Militarisierung der Innenpolitik: Um ihre Veranstaltungen vor Rechts- und Linksradikalen zu schützen, mussten die demokratischen Parteien das Reichsbanner Schwarz-Rot-Gold gründen. Hier eine Veranstaltung 1924 in Potsdam.

Die Parteien in der Weimarer Republik unterschieden sich nicht wesentlich von denen im Kaiserreich, da die dahinter stehenden sozialmoralischen Milieus dieselben blieben. Damit meint man gesellschaftliche Gruppen, Weltanschauungslager, die jeweils durch Religion, Tradition, Besitz, Bildung bzw. Kultur geeint werden. Dauerhaft gab es ein konservatives, ein katholisches, ein bürgerlich-protestantisches und ein sozialistisch-proletarisches Milieu. Neuartige Parteien kamen hinzu, die mit einem verstärkt autoritären Führungsanspruch nach innen und außen auftraten. Von der SPD hatte sich, wie erwähnt, die Richtung abgespalten, die sich letztlich in der kommunistischen KPD wiederfand. Die nationalsozialistische NSDAP hatte ideologische Vorläufer in den Antisemitenparteien und völkisch-alldeutschen Kreisen des Kaiserreichs.
Die Parteien hatten in der Weimarer Zeit nicht nur für die Kandidatenaufstellung zum Reichstag und den Landesparlamenten zu sorgen, sondern auch für die Reichspräsidentenwahl. Überhaupt mussten sie die gesamte Staatsleitung übernehmen, einschließlich in Politikbereichen, die zuvor noch eher das Terrain der kaiserlichen Regierung war, nämlich das Militär und die Außenpolitik. Den Parteien fiel es nicht zuletzt wegen der schwierigen Lage Deutschlands schwer, Regierungen mit parlamentarischer Mehrheit zu bilden und Verantwortung zu übernehmen.
Häufig wird vereinfachend behauptet, das Weimarer Wahlsystem habe zu einer Parteienzersplitterung, einem Vielparteiensystem geführt. Vielmehr jedoch blieb das Vielparteiensystem der Kaiserzeit bestehen; es gab weiterhin meist etwa zehn bis fünfzehn Parteien im Reichstag. Nur eine Handvoll von ihnen war wirklich relevant. Verhängnisvoll wurde der Republik nicht die Zahl der kleinen, sondern die Stärke der extremistischen Parteien. Dies gilt besonders für die Zeit seit der Weltwirtschaftskrise 1929, als das Parteiensystem sich radikal veränderte: Die Stimmenanteile der konservativen und liberalen Parteien wurden großteils von der NSDAP aufgesogen.
Das Weimarer Verhältniswahlrecht war kein ganz reines Verhältniswahlrecht, wegen einer Reststimmenauszählung, aber es sorgte dafür, dass die regionale Verteilung der Stimmen unwichtig wurde. Jetzt lohnte es sich auch beispielsweise für die Konservativen, außerhalb des Ostens aktiver als bisher Wahlkampf zu betreiben. Abkommen unter den Parteien für die Kandidatenaufstellung verloren ihre Bedeutung, außer bei der Reichspräsidentenwahl, die reichsweite Lagerbildung förderte. Erstmals in der deutschen Geschichte und auch früher als in vielen anderen Ländern durften 1919 die Frauen wählen.
Die Parteiorganisation wurde bedeutender, die Parteien machten den Schritt von einer Honoratioren- zu einer Mitgliederpartei. Die Führung wurde gestrafft, ein Apparat aufgebaut. Vorbild war für die Parteien meist die SPD aus der Vorkriegszeit. Ferner musste ein Kandidat sich nun vor allem in der Parteibürokratie bewähren, um auf eine Liste gesetzt zu werden.

### Parteien der demokratischen Mitte

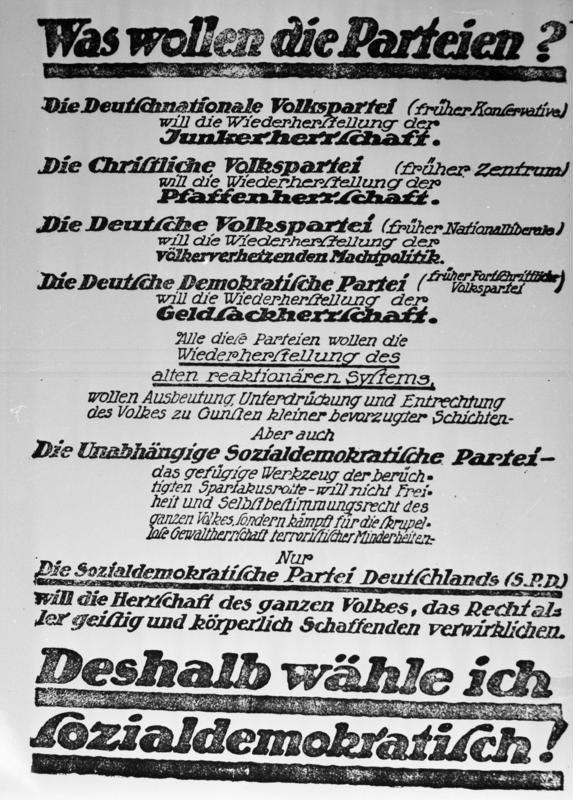
Plakat der SPD zur Nationalversammlung 1919

Die Sozialdemokratische Partei Deutschlands verlor einen Großteil ihres linken Flügels an die USPD. Ein Teil der USPD-Mitgliederschaft ging 1922 zurück zur SPD, die bis 1932 die stärkste Reichstagsfraktion stellte. Die SPD hatte etwa zwanzig bis dreißig Prozent der Stimmen, war aber nach 1923 nur noch 1928–1930 an der Regierung beteiligt.
Die Liberalen wollten 1918 ursprünglich eine gemeinsame große Volkspartei bilden. Doch personelle und inhaltliche Konflikte führten dazu, dass die Trennung in linkere Fortschrittler (jetzt in der Deutschen Demokratischen Partei, DDP) und Nationalliberale (jetzt Deutsche Volkspartei, DVP) erhalten blieb. Trotz teilweise starker Reibungen arbeiteten sie jedoch fast immer in der Regierung zusammen und wurden, neben dem Zentrum, die eigentlichen Regierungsparteien der Republik (bis 1931/1932). War zuerst die eher gegründete DDP die weitaus stärkere der liberalen Parteien, so drehte sich das Verhältnis rasch um. Das höchste Wahlergebnis erzielte die DDP 1919 mit über 18 Prozent und die DVP 1920 mit über 13 Prozent. Bei einem starken Rückgang erhielten sie selbst 1930 noch zusammen über acht Prozent. Spätestens bei den drei Reichstagswahlen von 1932 und 1933 wurden sie jedoch zahlenmäßig unbedeutend.

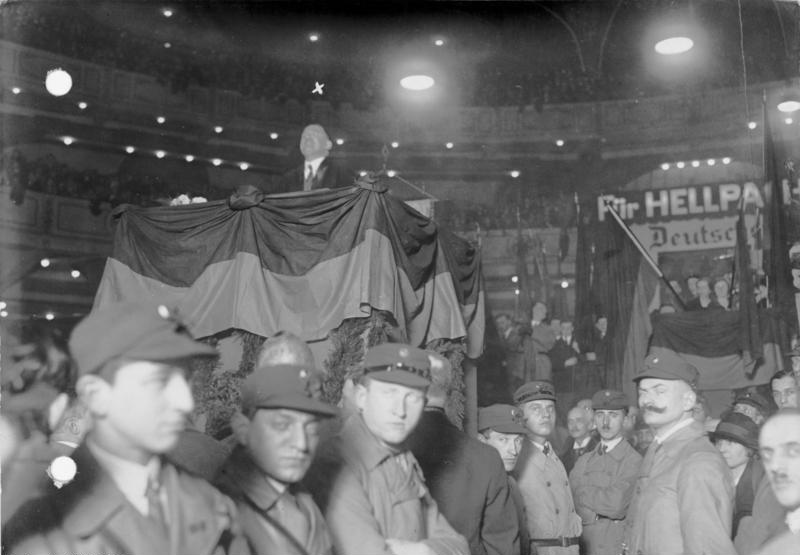
Der Sozialpsychologe Willy Hellpach, Präsidentschaftskandidat für die DDP 1925, spricht im Berliner Sportpalast.

Zu Beginn der Weimarer Republik waren noch viele Führungspersönlichkeiten der DDP in hohe Staatsämter gelangt, das änderte sich im Laufe der 1920er-Jahre. Die Wahlniederlage von 1928 führte mit zu großer Unsicherheit, zu der auch Parteiführer Erich Koch-Weser beitrug. Damals wurde die Gründung einer breiter angelegten Volkspartei angeregt, wobei man in erster Linie an einen Zusammenschluss mit der DVP und ihrer charismatischen Führungsfigur Stresemann dachte. 1930 versuchte Koch-Weser die Neugründung dennoch, bei der die Volksnationale Reichsvereinigung hinzu kam. Diese schwarz-weiß-roten Jungliberalen waren aber nur personell, nicht ideell eine Verstärkung. Werner Stephan spricht von einem „Selbstauflösungsprozeß, den die Führung seit 1928 voller Existenzangst in Gang setzte“. Mitglieder des linken Flügels verließen die Partei, nach der Reichstagswahl aber auch die Volksnationalen. Im November 1930 benannte die DDP sich dennoch in Deutsche Staatspartei um.
Die DVP war die Partei der Wirtschaft, der Industrie, der oberen Mittelschichten und Oberschichten. Die entsprechenden Interessengruppen hatten großen Einfluss auf die Kandidatenaufstellung bei Parlamentswahlen. Es lag ihr ein konservativer Zug inne, trotzdem und trotz der eher geringen Größe spielte die Partei in Krisenzeiten eine „für die Weimarer Republik entscheidende Rolle“, so Lothar Döhn.

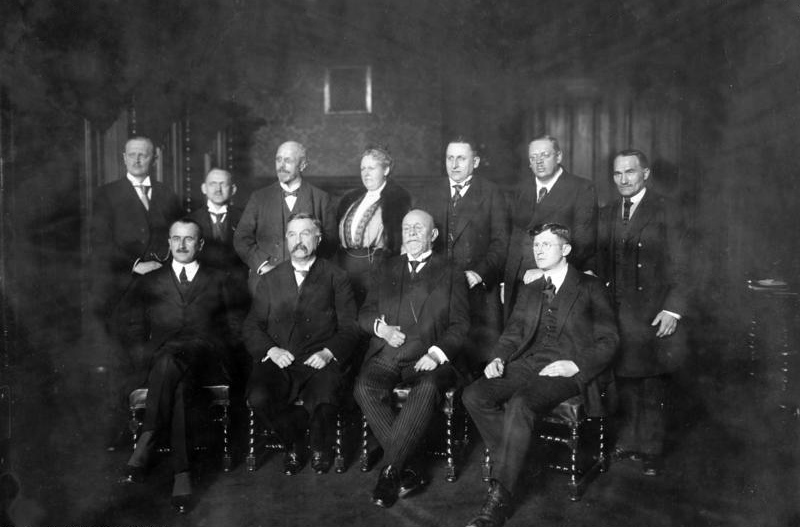
Präsidium der Zentrumspartei, 1920. Trotz gegenteiliger Verdächtigungen waren Geistliche in den Führungszirkeln der Partei eine kleine Minderheit.

Das Zentrum blieb die Partei der Katholiken, obwohl es 1919 Ansätze zu einer gesamtchristlichen Volkspartei gegeben hatte. Charakteristisch ist für das Zentrum, wie es in der Weimarer Zeit sehr beständige Wahlergebnisse von etwa elf bis dreizehn Prozent einfuhr. Rechnet man die bayerische Abspaltung BVP hinzu, kommt man in etwa auf die Stärke des Zentrums vor 1918. Allerdings war die BVP deutlich rechter als das Zentrum und stimmte beispielsweise bei der Reichspräsidentenwahl 1925 gegen den Zentrumskandidaten Wilhelm Marx.
Man schätzte die geistige Ordnungsmacht des Zentrums in einer Zeit des Verfalls und der Orientierungslosigkeit. War der Katholizismus im Kaiserreich als vormodern und kulturell rückständig angesehen worden, sei er nun wie aus einem Exil gekommen, meint Karsten Ruppert mit Bezug auf einen zeitgenössischen Beitrag.
Da das Zentrum nicht unbedingt für eine bestimmte Staatsform stand, sondern für eine abstrakte christliche Staatslehre, fiel ihm der Übergang vom Kaiserreich zur Republik nicht schwer: „Mit der alten Fahne in die neue Zeit“ lautete ein Buchtitel von 1926. In Weimarer Zeiten trug die Partei die größte Verantwortung, das bedeutete jedoch, dass sie ihre eigenen christlichen oder katholischen Ziele kaum verwirklichen konnte. Sie sah die ständige Regierungsbeteiligung vor allem als ein Opfer an, das man aus Verantwortungsbewusstsein macht.

### Konservative

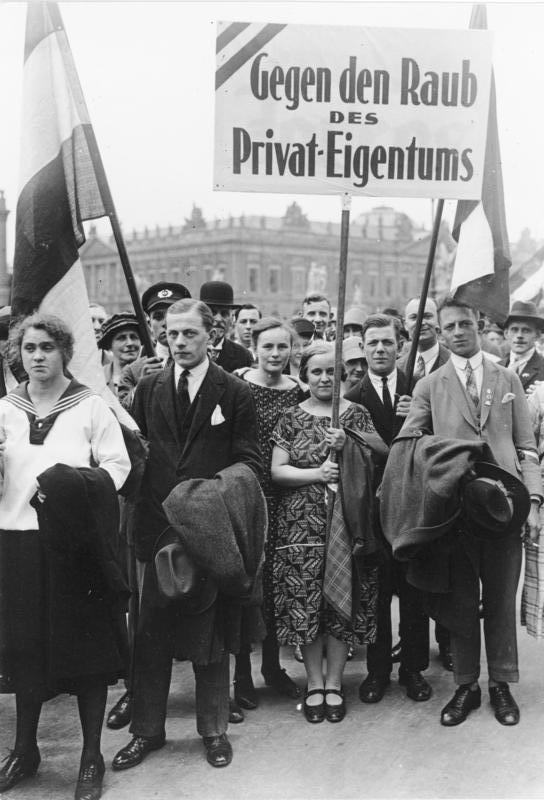
Deutschnationale demonstrieren gegen den Volksentscheid zur Fürstenabfindung, den KPD und SPD 1926 (erfolglos) angestrengt haben.

Konservative, rechtere Nationalliberale, Antisemiten und einige weitere Gruppierungen fanden sich 1919 in der Deutschnationalen Volkspartei (DNVP) wieder. Sie konnte sich am schlechtesten mit der Kriegsniederlage und der Abdankung des Kaisers abfinden:

„Über den Parteien stehend verbürgt die Monarchie am sichersten die Einheit des Volkes, den Schutz der Minderheiten, die Stetigkeit der Staatsgeschäfte und die Unbestechlichkeit der öffentlichen Verwaltung. Die deutschen Einzelstaaten sollen freie Entschließung über ihre Staatsform haben; für das Reich streben wir die Erneuerung des von den Hohenzollern aufgerichteten deutschen Kaisertums. […] Uns ist der Staat der lebendige Volkskörper, in dem alle Glieder und Kräfte zu tätiger Mitwirkung gelangen sollen. Der […] Volksvertretung gebührt entscheidende Mitwirkung bei der Gesetzgebung und wirksame Aufsicht über Politik und Verwaltung.“

Die DNVP war nur kurzfristig in Weimarer Regierungen vertreten; sie nahm also die Rolle einer breiten bürgerlichen Rechtspartei innerhalb des Parteiensystems nicht an. Bereits 1922 verlor sie radikal-antisemitische Mitglieder an die Deutschvölkische Freiheitspartei, die zeitweise mit der NSDAP zusammenarbeitete.
Bei entscheidenden Abstimmungen wie zum Dawes-Plan 1924 stimmte etwa die Hälfte der DNVP-Abgeordneten für die Regierungsvorlage, was zu schweren Konflikten zwischen Gemäßigten und Radikalen in der Partei führte. Von 1928 bis 1930 verlor die Partei die Hälfte ihrer Abgeordneten und Stimmen, und kleinere Parteien spalteten sich ab, wie die Volkskonservative Reichsvereinigung von 1929 (seit 1930 Konservative Volkspartei). Insgesamt hatte die DNVP zwischen sieben und fünfzehn Prozent der Stimmen, mit Ausnahme der beiden Wahlen von 1924, als sie um die zwanzig Prozent erhielt.

### Unabhängige Sozialdemokraten und Kommunisten

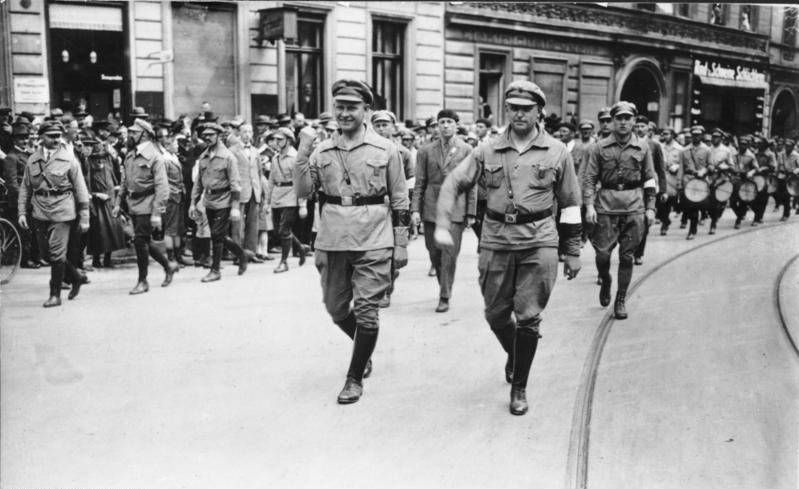
Der Rote Frontkämpferbund marschiert durch Berlin-Wedding, Juni 1927. Vorn links Ernst Thälmann, seit 1925 Vorsitzender der KPD.

Eine Gruppe um Karl Liebknecht, die die Unterstützung des Krieges ablehnte, wurde 1915 aus der SPD-Fraktion ausgeschlossen. Daraus entstand 1917 die Unabhängige Sozialdemokratische Partei Deutschlands, der sich der Spartakusbund anschloss:

„Die Eroberung der politischen Macht durch das Proletariat leitet die Befreiung der Arbeiterklasse ein. Zur Durchführung dieses Kampfes bedarf die Arbeiterklasse der Unabhängigen Sozialdemokratie, die rückhaltlos auf dem Boden des revolutionären Sozialismus steht, der Gewerkschaften, die sich zum unverwerflichen Klassenkampf bekennen und zu Kampforganisationen der sozialen Revolution umzugestalten sind, und des revolutionären Handeln zusammengefaßt.“

Kurze Zeit errang die USPD große Mitgliederzahlen und Wahlerfolge, die sie an die Nähe der SPD brachten. Eine Mehrheit in der Partei stimmte 1920 für den Anschluss an Lenins Kommunistische Internationale und an die KPD. Der Rest der USPD ging 1922 großteils zur SPD zurück, die übrigen Mitglieder machten bis 1931 weiter als Splitterpartei.
Die KPD erlebte im Laufe der 1920er heftige innerparteiliche Streitigkeiten. Dem Kommunismusexperten Hermann Weber zufolge wurde die Partei seit 1924 bedingungslos auf Stalin ausgerichtet. Von damals 16 Mitgliedern des obersten Parteiorgans waren 1929 nur noch zwei im Amt, Ernst Thälmann sowie der 1939 in der Sowjetunion hingerichtete Hermann Remmele. Die „ultralinke“ Politik der KPD habe wesentlich zum Untergang der Weimarer Republik beigetragen. Bei den Reichstagswahlen kam sie meist auf etwa zehn Prozent, im Jahre 1932 bis auf knapp siebzehn Prozent.

## NSDAP und Drittes Reich 1933–1945

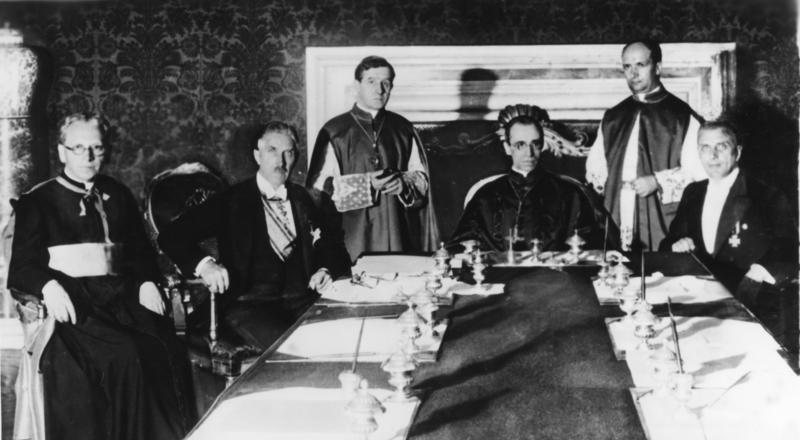
Reichskonkordat, Juli 1933, links der Zentrumsvorsitzende Prälat Ludwig Kaas. Das Konkordat, eine Vereinbarung des NS-Staates mit dem Vatikan, untersagte unter anderem den katholischen Geistlichen die Betätigung in einer politischen Partei. Die Kirche glaubte, sich so mit dem Regime arrangieren zu können.

Nach dem Ersten Weltkrieg waren eine Vielzahl von rechtsradikalen Splittergruppen entstanden. Eine davon war die Deutsche Arbeiterpartei vom Januar 1919, der sich noch im selben Jahr Adolf Hitler anschloss. 1921 wurde er der Vorsitzende der mittlerweile in Nationalsozialistische Deutsche Arbeiterpartei umbenannten Partei, streng organisiert nach dem Führerprinzip. Das Parteiprogramm der NSDAP von 1920 richtete sich gegen die Demokratie, gegen den Versailler Vertrag, gegen die kapitalistische Wirtschaft und gegen nicht „Deutschblütige“, d. h. hauptsächlich Juden. Jeweils in den Krisen der Weimarer Republik (Hyperinflation bis 1924 und besonders die Weltwirtschaftskrise seit 1929) erlebte die NSDAP ihre Erfolge.
Nach Hitlers erfolglosem Putschversuch von 1923 bemühte er sich, bei aller Radikalität seiner Politik einen legalen Anstrich zu geben. Ihm kam die Weltwirtschaftskrise seit 1929 zugute und insbesondere die Versuche von konservativen Politikern, den Staat autoritärer zu gestalten. Diese Politiker, zu denen die Reichskanzler Heinrich Brüning, Kurt von Schleicher und am längsten und vehementesten Franz von Papen gehörten, glaubten, sie könnten Hitler für ihre Zwecke einspannen, weswegen die NSDAP auch nicht verboten wurde. Im Januar 1933 kam eine Koalitionsregierung von NSDAP und DNVP zustande.
In wenigen Monaten festigte Hitler seine Diktatur. Im Rahmen der Gleichschaltung wurden die Parteien (außer der NSDAP) entweder verboten oder lösten sich auf. Am 22. Juni 1933 wurde die SPD verboten, am 27. Juni lösten sich die DNVP und die DVP auf und am 4. Juli die BVP. Am 14. Juli trat das Gesetz gegen die Neubildung von Parteien in Kraft. KPD und SPD hatten Organisationen im Exil (Letztere nannte sich Sopade).

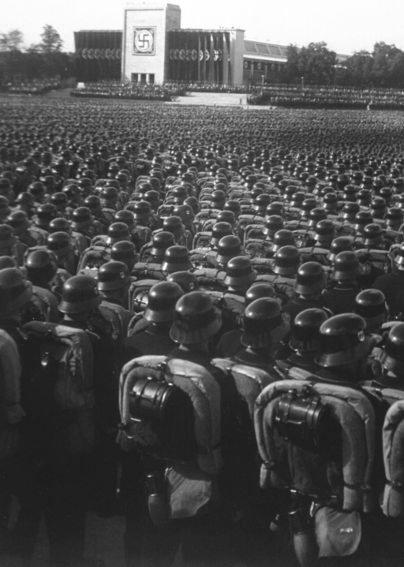
Reichsparteitag der NSDAP 1935

Die NSDAP sollte ursprünglich eine Kaderpartei sein, die ihre Mitglieder auswählt und ideologisch schult. Als am 1. Mai 1933 ein Aufnahmestopp verhängt wurde, waren bereits 1,6 Millionen neue Mitglieder seit der Machtergreifung aufgenommen worden, die früheren Mitglieder machten nur noch ein Drittel der Gesamtmitgliedschaft aus. Die neuen sollten eine zweijährige Bewährungszeit ohne Parteibuch und Braunhemd aushalten. Bis zur gänzlichen Aufhebung 1939 lockerte Hitler den Aufnahmestopp, um unter anderem die Eliten in Staat und Gesellschaft einzubinden. Die Partei sollte die Nation erfassen und Kontrolle ausüben. Bei Kriegsende hatte sie sechs Millionen Mitglieder. Weitaus mehr Menschen waren über diverse Unter- und Nebenorganisationen mit der NSDAP verbunden.
Die Partei hatte im Herrschaftsapparat eine geringe Bedeutung. Ihr Sitz war in München geblieben, und zu seinem Stellvertreter in der Partei hatte Hitler Rudolf Heß ernannt, der keine Hausmacht besaß. Er unterband ferner große Parteizusammenkünfte etwa nach Vorbild des Großen Faschistischen Rats in Italien. Das Gesetz zur Sicherung der Einheit von Partei und Staat vom 1. Dezember 1933 machte aus der NSDAP eine Körperschaft öffentlichen Rechtes, so konnte sie staatlich finanziert werden. Heß und SA-Chef Ernst Röhm wurden in ihren Parteieigenschaften zu Reichsministern. Das Resultat war offiziell eine Aufwertung der Partei, letztlich aber auch ihre Ein- und Unterordnung in den totalen Staat.

## Deutsche Teilung 1945–1990

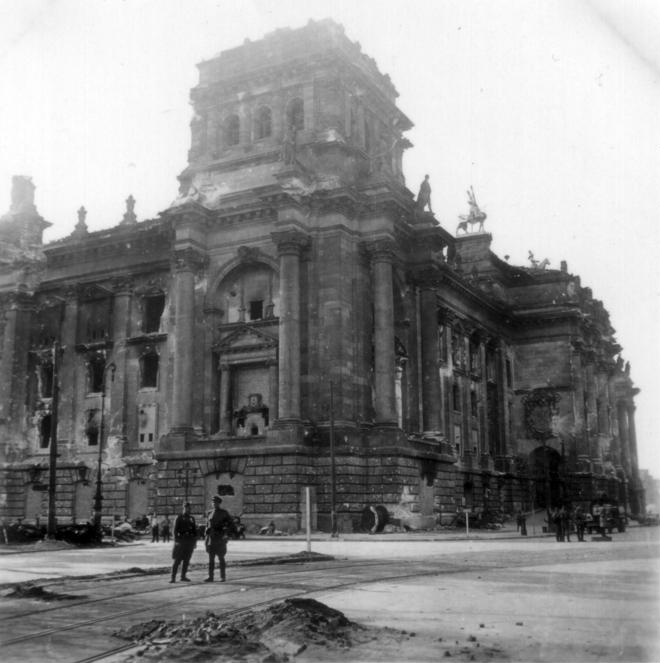
Sowjetische Soldaten im Mai 1945 vor dem 1933 ausgebrannten Reichstagsgebäude in Berlin

Seit der Besatzung durch die vier Siegermächte war das verbliebene Deutschland 1945 in vier Zonen aufgeteilt. Der Wiederaufbau von Parteien geschah zunächst auf lokaler Ebene und dann innerhalb der Zonen. Abgesehen davon, dass die Deutschen die Zonengrenzen nicht frei überqueren durften, musste eine Partei (bis 1950) eine Lizenz von der jeweiligen Besatzungsmacht haben. Verboten wurden Organisationen von Flüchtlingen und Vertriebenen sowie die NSDAP und etwaige Nachfolgeorganisationen dieser.
Ehemalige NSDAP-Mitglieder fanden in allen Parteien Aufnahme. Dies wurde und wird einerseits kritisch gesehen, als moralische Belastung der Parteien, andererseits positiv als Wiedereingliederung dieser großen Menschenzahl und Gewinnung für die Demokratie. Bedenklichen politischen Einfluss im Sinne einer Unterwanderung gab nur im Fall der FDP, vor allem in den 1950er Jahren in Nordrhein-Westfalen (Naumann-Kreis). Dort griff 1953 sogar die britische Besatzungsmacht ein.
Nur vier Parteien waren in allen vier Zonen zugelassen: die Kommunistische Partei Deutschlands, die Sozialdemokratische Partei Deutschlands, die Christlich-Demokratische Union (als bürgerlich-christliche Sammlung) und die Liberalen, die in den einzelnen Ländern oft verschiedene Namen trugen (letztlich setzte sich im Westen der Name Freie Demokratische Partei durch). Im Wesentlichen wurden die Parteien von Menschen aufgebaut, die schon vor 1933 politische Erfahrung gesammelt hatten. Trotz der einschneidenden Ereignisse vor, während und nach dem Krieg, so Lösche, wirkten Strukturen und Traditionen fort. Die Ostgebiete, Hochburgen der Konservativen, gingen jedoch verloren.

### Parteien in der Sowjetischen Besatzungszone

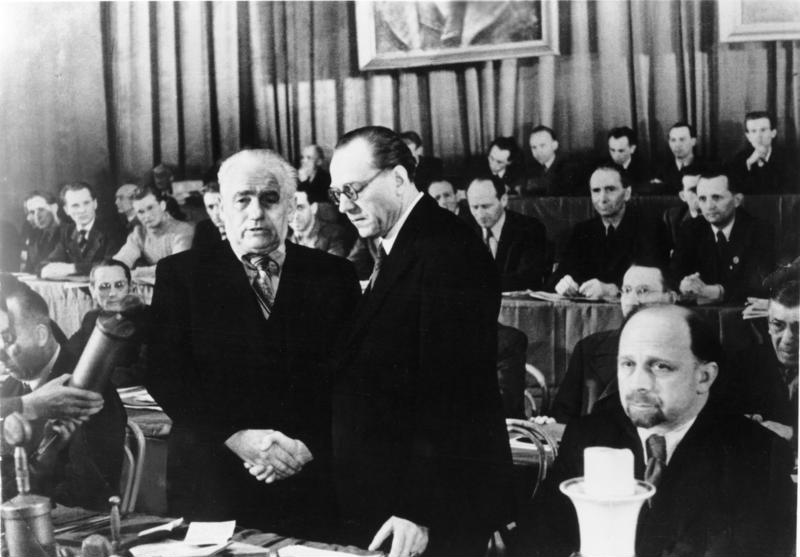
Berlin 1946: Der vormalige KPD-Vorsitzende Wilhelm Pieck (links) reicht seinem Pendant von der Ost-SPD, Otto Grotewohl, die Hand. Rechts Walter Ulbricht, der Erste Sekretär der SED und eigentliche politische Führer.

Die sowjetische Besatzungsmacht war die erste, die politische Parteien zuließ, bereits im Juni 1945. Die Sowjetunion hatte die Hoffnung, den Parteien ihrer Zone einen Vorsprung gegenüber den in anderen Zonen zu geben und dass die Zentralen in Berlin-Mitte (im Ostteil der Stadt) als gesamtdeutsche Zentralen anerkannt werden würden. Die Militärverwaltung SMAD wollte zwar auch mit den anderen Hitler-Gegnern zusammenarbeiten, so Hermann Weber, aber nur die deutschen Kommunisten waren bereit, sich bedingungslos der Politik Stalins unterzuordnen. Die SMAD förderte die Kommunisten dadurch, indem sie sie in die entscheidenden Positionen in der Verwaltung setzte. Die KPD wurde als erste gegründet, am 11. Juni 1945, danach folgten im Juni/Juli die SPD, die CDU, die liberale LDPD und 1948 die NDPD.
Die KPD stellte sich zunächst als gemäßigte Kraft dar, die Deutschland antifaschistisch machen und eine parlamentarisch-demokratische Republik aufbauen wollte. Das tatsächliche Ziel der KPD-Führungskader um Walter Ulbricht, die aus dem Moskauer Exil zurückgekommen waren, blieb jedoch die Einrichtung einer Diktatur nach sowjetischem Vorbild. Man war sich dessen bewusst, dass die Bevölkerung stark antisowjetisch eingestellt war, daher sprachen Stalin und die KPD von nationalen, eigenen Wegen zum Sozialismus.
Während es in der SPD und KPD anfangs Kräfte gab, die auf eine Vereinigung beider Parteien aus waren, wollte die SMAD zuerst die KPD vollständig stalinisieren. Im Laufe des Jahres 1945 kühlte die Bereitschaft der SPD zur Vereinigung deutlich ab, nachdem sie die Repressalien der SMAD erlebt hatte. Schließlich wurden die Sozialdemokraten im April 1946 durch die Zwangsvereinigung in eine gemeinsame Partei mit den Kommunisten gezwungen, die SED.
Spätestens seit 1948 wurde die SED völlig von den Kommunisten beherrscht. Einige Zeit lang eine „Art Hymne der SED“ war das „Lied der Partei“, das für den Parteitag von 1950 komponiert worden war. Malycha und Winters zufolge spiegelt es Stimmung und Anspruch der SED wider:

„Sie hat uns alles gegeben, / Ziegel zum Bau und den großen Plan. […] / Die Partei, die Partei, die hat immer recht! […] So, aus Leninschem Geist, /Wächst, von Stalin geschweißt, / Die Partei – die Partei die Partei.“

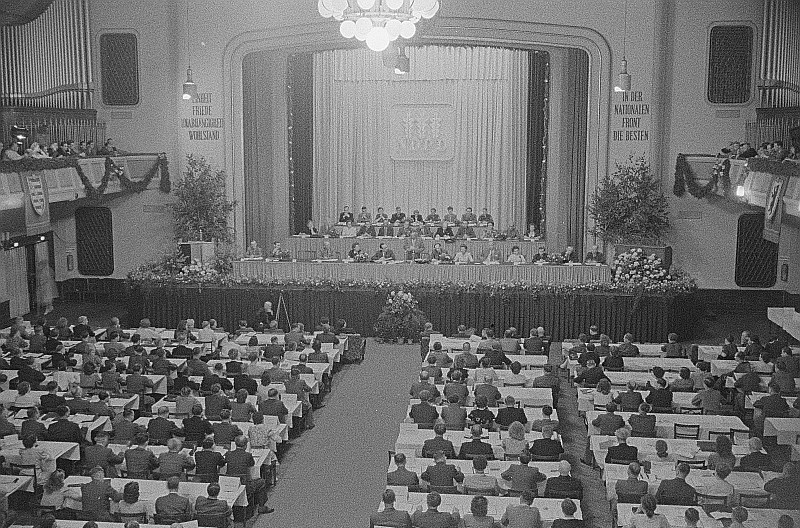
National-Demokratische Partei in der DDR, Parteitag von 1950.

Bei den Landtagswahlen im Oktober 1946 in der SBZ hatte die SED aber noch nicht den durchschlagenden Erfolg, den die Sowjetunion erwartet hatte. Um die bürgerlichen Parteien CDU und LDPD zu schwächen, ließ die SMAD 1948 die Demokratische Bauernpartei Deutschlands (DBD) und die National-Demokratische Partei Deutschlands (NDPD) gründen, die vollkommen unter Kontrolle der SED waren.
Zudem sicherten SMAD und SED die Macht dadurch ab, dass die Führungen von CDU und LDPD abgesetzt bzw. auf prokommunistischen Kurs gezwungen wurden und bei Wahlen nur noch „Einheitslisten“ des Blocks (später Nationale Front) „wählbar“ waren. Dadurch, dass alle Parteien auf einer einzigen Liste kandidierten, war jeweils im Voraus festgelegt, welche Partei wie viele Mandate erhielt. Die Verfassung der 1949 gegründeten DDR sicherte den Führungsanspruch der SED seit 1968 ausdrücklich.

### Westzonen und Gründung der Bundesrepublik

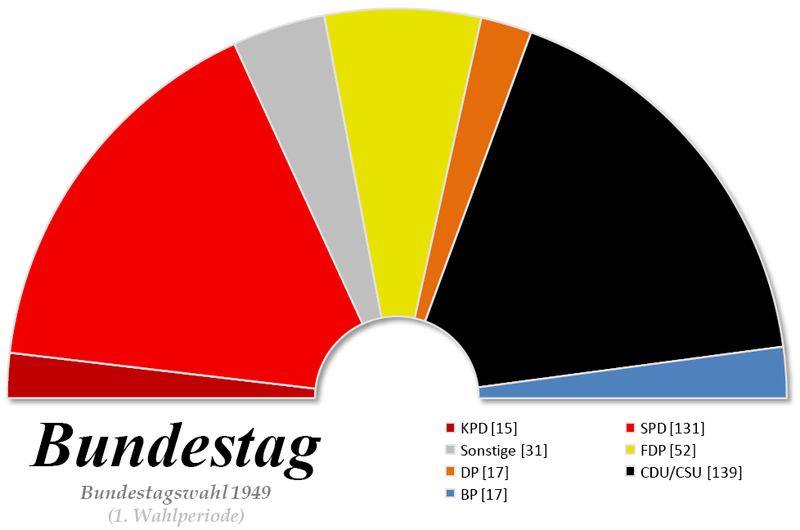
Wegen der Vielfalt der im ersten Bundestag vertretenen Parteien wird die erste Bundestagswahl (1949) manchmal auch die letzte Weimarer Wahl genannt.

In den westlichen Besatzungszonen wurden die Parteien etwas später als in der SBZ zugelassen. Am 6. August 1945 gab die Militärregierung der Britischen Besatzungszone die grundsätzliche Bereitschaft zur Billigung deutscher Parteien bekannt. Es bildeten sich rasch Parteien auf Länderebene, die CDU schloss sich am 5. Februar 1946 auf Zonenebene zusammen. Außer dieser sowie SPD, FDP und KPD erhielten die Niedersächsische Landespartei (später Deutsche Partei) und das Zentrum die Zulassung.
Die Amerikanische Besatzungsmacht erlaubte in ihrer Zone Parteien auf Kreisebene seit September 1945. Schon im Vormonat hatte es SPD-Landesvorstände in Hessen und Württemberg gegeben. Außer den in allen Zonen zugelassenen vier Parteien erhielten auch die Bayernpartei und die Wirtschaftliche Aufbau-Vereinigung in Bayern die Lizenz.
In der Französischen Besatzungszone erhielten die Parteien erst 1946 die Erlaubnis, sich überregional zu organisieren (Rheinland im Januar, Baden und Pfalz im Februar, Württemberg im März). Die Namen der Parteien durften zunächst das Wort Deutschland nicht enthalten, erst im November konnte die Sozialdemokratische Partei das Wort hinzufügen. Im Saarland kam es zu einer Sonderentwicklung, weil Frankreich erst 1955 die spätere Eingliederung in die Bundesrepublik erlaubte, aber auch dort bildeten sich vergleichbare Parteien. Die saarländischen Parteien mussten jedoch dem Kurs der Besatzungsmacht folgen, die das Saarland von Deutschland abtrennen wollte. Erst an der Landtagswahl 1955 durften auch prodeutsche Parteien teilnehmen.
Mit der Zusammenführung der Besatzungszonen (amerikanisch-britische Bizone seit 1947) konnten auch die Parteien stärker überzonal zusammenarbeiten. Die Verfassung des neuen Weststaats, das Grundgesetz vom Mai 1949, erwähnte die Parteien positiv als Mitgestalter der politischen Meinungsbildung. Damit wurde eine längerfristige Entwicklung entsprechend der tatsächlichen Bedeutung von Parteien in modernen Staatswesen anerkannt. (Auch in anderen europäischen Ländern erfolgte diese verfassungsmäßige Anerkennung erst nach 1945.)

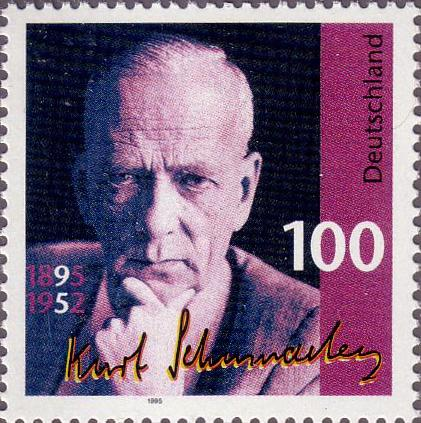
Kurt Schumacher, der bereits 1952 verstorbene SPD-Vorsitzende

Die Sozialdemokraten widersetzten sich unter Führung ihres in Hannover lebenden Vormanns Kurt Schumacher der Einverleibung durch die Kommunisten; Letztere verloren Anfang der 1950er-Jahre massiv an Stimmen. Schumacher wollte die Basis der Arbeiterpartei SPD erweitern, dachte aber letztlich in Kategorien des Klassenkampfes:

„Die Klasse der Industriearbeiter ist im eigentlichen Sinne die Hausmacht der SPD. Sie muß als ganze Klasse um die Idee der Demokratie gesammelt werden. Ohne die Arbeiter kann die Sozialdemokratie keinen Schritt tun.
Entscheidende Erfolge gibt es freilich erst, wenn es von dieser Plattform aus gelingt, die mittelständischen Massen zu gewinnen. […] Die übermäßige und grobklotzige Vereinfachung der Klassenkampfidee, die Formel Klasse gegen Klasse, geht in ihrer primitiven Undifferenziertheit an der wirklichen Kräftelagerung vorbei und ist im Effekt eine reaktionäre Parole. […]
Der kleine Eigentümer gehört nicht zu den Besitzverteidigern, sondern an die Seite der Besitzlosen. […]
Solange in Deutschland große Vermögen in der Hand unverantwortlicher Privater entstehen könne, werden sie immer wieder versuchen, ihre wirtschaftliche Macht in politischen Einfluß umzusetzen.“

Die Christlich Demokratische Union konnte sich in fast allen Ländern als breite Sammlung von Christen, Konservativen, Nationalbewussten, aber auch Liberalen etablieren, seit 1950 auch als Bundespartei. In Bayern kam es zu einer eigenständigen Partei namens CSU, die mit der CDU auf Bundesebene seither eine gemeinsame Fraktion bildet. Die Christdemokraten interpretierten den Nationalsozialismus als Folge der Abkehr von christlichen Werten:

„Nie wäre dies alles über uns gekommen, wenn nicht weite Kreise unseres Volkes von einem habgierigen Materialismus sich hätten leiten lassen. […]
Ohne eigenen sittlichen Halt verfielen sie dem Rassenhochmut und einem nationalsozialistischen Machtrausch.
Mit dem Größenwahnsinn des Nationalsozialismus verband sich die ehrgeizige Herrschsucht des Militarismus und der großkapitalistischen Rüstungsmagnaten. […]
Was uns in dieser Stunde der Not allein noch retten kann, ist eine ehrliche Besinnung auf die christlichen und abendländischen Lebenswerte, die einst das deutsche Volks beherrschten und es groß und angesehen machten unter den Völkern Europas.“

Die Liberalen versuchten noch 1947/1948 vergeblich, eine gesamtdeutsche Partei zu errichten. Allerdings scheiterte die Demokratische Partei Deutschlands mit zwei Vorsitzenden, Theodor Heuss und Wilhelm Külz, am Ost-West-Konflikt. Danach gründete sich die Freie Demokratische Partei in den Westzonen. Sie sollte sowohl linke als auch rechte Liberale vereinen; je nach Landesverband dominierte jedoch die eine oder andere Richtung stark.

### Anfängliche Vielfalt in der Bundesrepublik bis 1961

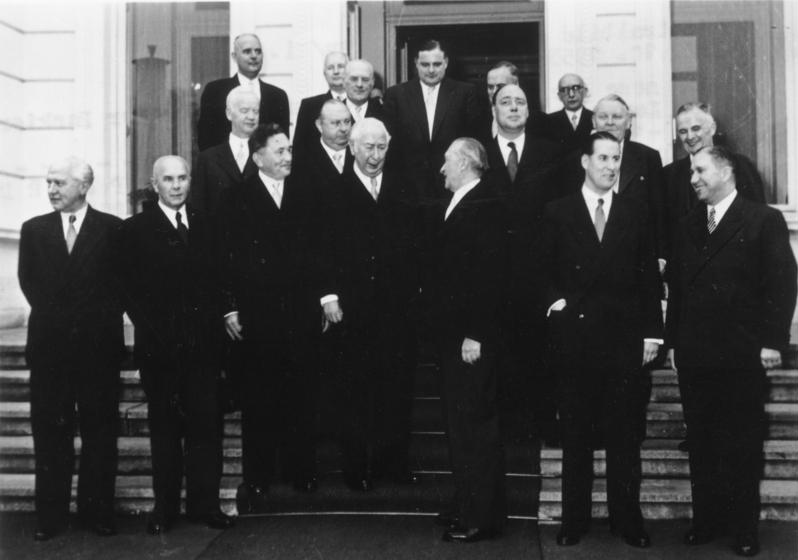
Das Kabinett Adenauer II 1953, mit Politikern von CDU, CSU, FDP, BHE und DP, so vielen Parteien wie nie zuvor und danach.

Bei der ersten Bundestagswahl, im September 1949, gelangten noch zehn Parteien und drei Unabhängige in den Bundestag (CDU und CSU, die „Union“, als eine Partei gezählt). Außer den etwa gleich großen Parteien CDU/CSU und SPD waren die liberale FDP und die kommunistische KPD ebenfalls in ganz Deutschland aktiv. Letztere verlor ihren Fraktionsstatus, nachdem der kommunistische Abgeordnete Kurt Müller von einer Reise in die DDR nicht zurückgekommen war und die Bundestagsverwaltung seinen schriftlichen Mandatsverzicht nicht annahm. Aufgrund der Verbindung zur DDR-Führung war die KPD diskreditiert und wurde politisch bedeutungslos.
Die übrigen Parteien im ersten Bundestag hatten jeweils weniger als fünf Prozent erreicht. Sie konnten aber dennoch Vertreter ins Parlament schicken, weil die Fünf-Prozent-Hürde damals nur pro Bundesland angewandt wurde. Es handelte sich tatsächlich praktisch oder durch ihre Ausrichtung um Regionalparteien. Im Norden war die konservative Deutsche Partei aktiv, die in Niedersachsen ihr Stammland hatte, aber auch in den Landesparlamenten von Schleswig-Holstein und Bremen vertreten war. Ebenfalls aus dem Norden stammte die Deutsche Konservative Partei – Deutsche Rechtspartei, die rechtskonservative und rechtsradikale Ideen aus der Weimarer Republik weiterführte. Der Südschleswigsche Wählerverband vertrat die dänische und friesische Minderheit. Das Zentrum verdankt seine Mandate den Stimmen aus Nordrhein-Westfalen. In Bayern hatten die Wirtschaftliche Aufbau-Vereinigung und die Bayernpartei die Fünf-Prozent-Hürde übersprungen, beides konservativ-mittelständische Parteien, die Erstere eher städtisch, die Letztere mehr ländlich.
Bis zur zweiten Bundestagswahl 1953 wurde die Fünf-Prozent-Hürde verschärft. Fortan musste eine Partei mindestens fünf Prozent der Stimmen bundesweit auf sich vereinigen. Weiterhin galt ersatzweise, dass ein erworbenes Wahlkreismandat zur Überwindung der Hürde ausreichte, seit 1957 müssen es mindestens drei sei. Dies trug dazu bei, dass die Zahl der Bundestagsparteien abnahm.
1950 erleichterte das Ende des Lizenzzwanges die Gründung neuer Parteien. Die wichtigste Neugründung dieser Zeit war der Gesamtdeutsche Block/Bund der Heimatvertriebenen und Entrechteten (BHE) als Vertretung der Vertriebenen und Flüchtlinge. In Schleswig-Holstein, dessen Bevölkerung zur Hälfte aus Flüchtlingen bestand, erzielte er bei Landtagswahlen gar 25 Prozent.
1952 beantragte die Bundesregierung zum ersten Mal Verbote für politische Parteien, nämlich die noch im selben Jahr verbotene rechtsextreme Sozialistische Reichspartei und die KPD, die 1956 verboten wurde. Das eigentliche Parteienverbot spricht das 1951 geschaffene Bundesverfassungsgericht aus, wenn die Partei die verfassungsgemäße Ordnung der Bundesrepublik gefährdet. Organisationen, die nicht den Status einer Partei erreicht haben, können leichter, nach dem Vereinsrecht, verboten werden. So wurde 1993 ein Verbotsantrag gegen die Freiheitliche Deutsche Arbeiterpartei gestellt, das Verfassungsgericht entschied aber zwei Jahre darauf, dass sie für eine Partei unzureichend organisiert sei. Das Verbot erteilte dann das Bundesinnenministerium. Eine nicht verbotene Partei ist nicht unbedingt verfassungstreu, denn der Staat kann auf einen Antrag verzichten, wenn er die Partei für politisch einflusslos hält oder im Falle des Verbots eine (schwerer zu kontrollierende) Weiterarbeit im Untergrund befürchtet.

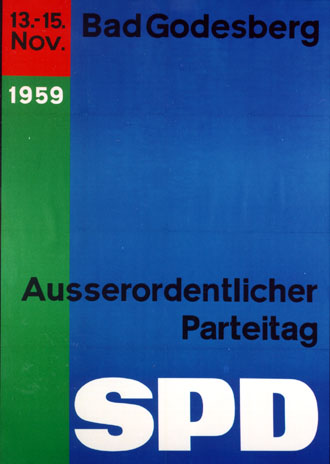
SPD-Plakat zum Parteitag in Bad Godesberg, 1959. Die Sozialdemokraten rückten mit dem neuen Grundsatzprogramm mehr in Richtung politische Mitte.

Bei der Bundestagswahl 1953 kamen noch die Regierungsparteien CDU/CSU, FDP und DP sowie die SPD und erstmals der BHE ins Parlament. Obwohl Konrad Adenauers Union die Hälfte aller Mandate bekommen hatte, ging er mit den übrigen Parteien außer der SPD eine Koalition ein. Damit band er mögliche bürgerliche Oppositionsparteien mit ein und kam obendrein auf eine Zwei-Drittel-Mehrheit. Bereits 1955 verließ der BHE die Regierung, weil er im Saarstatut einen Präzedenzfall für die Ostgebiete sah (das Statut stellte die Abtrennung des Saargebietes unter europäischer Flagge in Aussicht). In der Regierung blieben die beiden BHE-Minister, die sich der CDU anschlossen. Ein Jahr später folgte der größere Teil der FDP in die Opposition, zurück in der Regierung blieb der „Ministerflügel“, der die erfolglose Freie Volkspartei gründete. Ganz ähnlich war es mit der DP, deren Minister 1960 zur CDU übergingen.
Zunächst finanzierten die Parteien sich über Mitgliedsbeiträge und Spenden, die SPD vor allem von Beiträgen und Leistungen der Mitglieder, die bürgerlichen Parteien von Spenden auch aus der Industrie. Eine Neuerung des Einkommens- und Körperschaftsgesetzes 1954 begünstige Parteispenden steuerlich, und viel Geld aus der Wirtschaft kam den bürgerlichen Parteien zugute. Das Bundesverfassungsgericht verbot dies 1958, da die Chancen für kapitalnahe Parteien erhöht waren. Aber es ließ verstehen, dass der Staat den Parteien finanzielle Mittel zukommen lassen könnte.

### Dreiparteien-System 1961 bis 1983

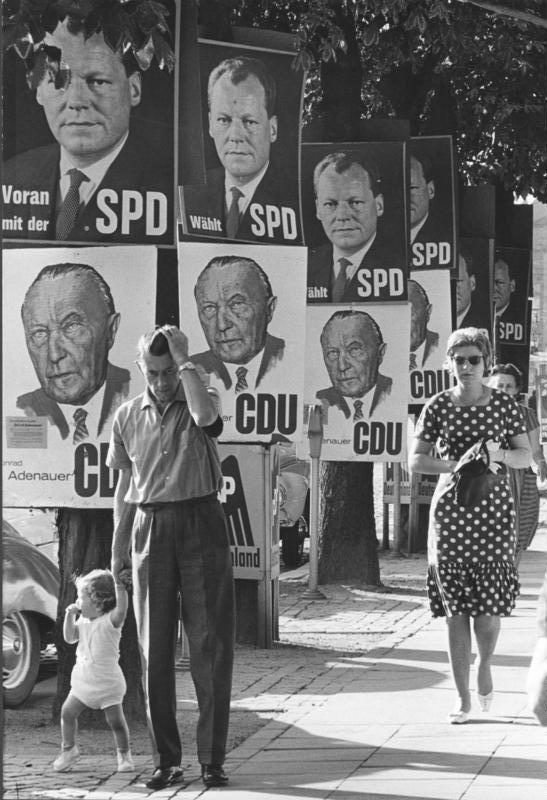
Wahlplakate für die Bundestagswahl 1961

In den Bundestag von 1961 wurden erstmals nur noch CDU/CSU, SPD und FDP gewählt. Auch in den Ländern war sonstigen Parteien nur selten Erfolg beschieden. Es war vor allem die CDU/CSU, die die kleinen bürgerlichen Parteien mit Ausnahme der FDP aufgesogen hatte. Die SPD hingegen rückte erst 1959 mit dem Godesberger Programm Richtung Mitte, erkannte 1960 die Westbindung an und sprach jetzt auch verstärkt kirchlich gebundene Wähler an.
In den 1960er-Jahren kam es zu allen drei möglichen Koalitionskonstellationen, alle Parteien waren also miteinander koalitionsfähig geworden. Damals und in den 1970er-Jahren war die CDU/CSU meist nicht sehr weit von der absoluten Mehrheit entfernt. Zusammen mit der FDP, die normalerweise für sechs bis zehn Prozent gut war, konnte leicht eine christliberale Koalition gebildet werden. Die SPD lag mehrere Prozentpunkte hinter der CDU/CSU zurück (mit Ausnahme von 1972), so dass eine sozialliberale Koalition mit der FDP über eine sehr viel knappere Mehrheit verfügte.

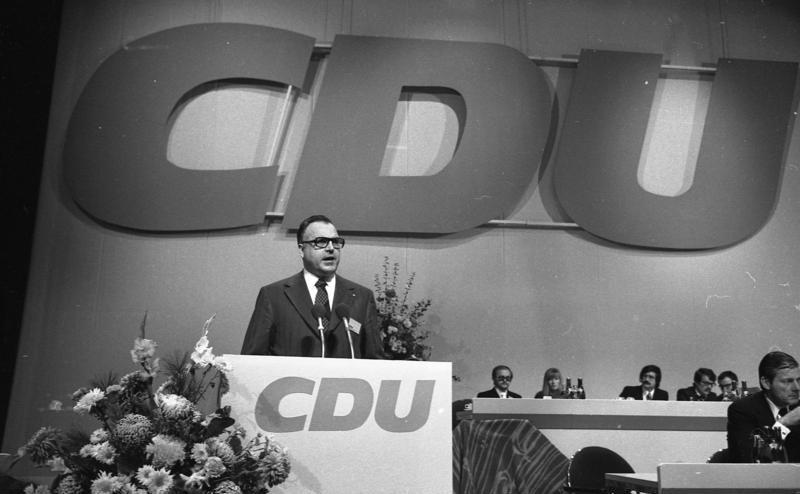
Helmut Kohl auf dem CDU-Parteitag 1973, auf dem er zum Vorsitzenden gewählt wurde. In der Oppositionszeit 1969–1982 baute er seine Partei organisatorisch aus, die damit endgültig aufhörte, bloße Honoratiorenpartei zu sein.

Erfolgreichste Partei außerhalb des Bundestages war damals die rechtsextreme Nationaldemokratische Partei Deutschlands, die seit 1966 in die meisten Landtage einzog. 1969 scheiterte sie knapp mit 4,3 Prozent bei der Bundestagswahl und verließ auch alle Landtage nach jeweils nur einer Legislaturperiode. In späteren Jahren erhielt sie Konkurrenz durch weitere rechtsradikale Parteien, konnte aber dennoch am 19. September 2004 in Sachsen mit 9,2 Prozent der Stimmen nochmals in ein Landesparlament einziehen. Auf der extremen Linken war die 1968 gegründete Deutsche Kommunistische Partei (DKP), eigentlich eine Wiedergründung der KPD, am stimmenstärksten, blieb aber meistens unter einem Prozent. Noch erfolgloser waren kommunistische Splittergruppen der 1970er-Jahre, die K-Gruppen.
Im Zusammenhang mit der Bundestagswahl 1976 kam es zu einem Streit innerhalb der Union. CDU-Chef Helmut Kohl wollte die seit 1969 regierende SPD-FDP-Koalition dadurch ablösen, dass er die FDP durch einen gemäßigten Unionskurs gewann. Die CSU unter Franz Josef Strauß hingegen erdachte die Strategie der Vierten Partei: Die rechtere CSU sollte sich auf das Bundesgebiet ausdehnen, um das rechte Wählerpotential stärker zu mobilisieren. Die CDU könnte dann die Wähler in der Mitte besser ansprechen. Allerdings verhinderte die CDU das Konzept mit der Drohung, einen CDU-Landesverband in Bayern zu gründen. Gegner des Konzeptes befürchteten, dass Reibungen zwischen beiden Parteien der Union insgesamt mehr Schaden gebracht hätten.

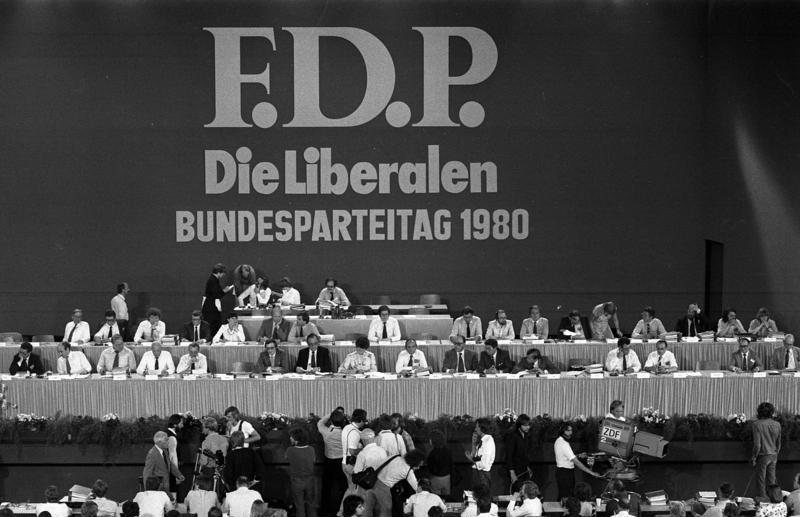
Bundesparteitag der liberalen FDP, 1980 in Freiburg

Die FDP hatte sich in der Zeit nach Adenauer und während der Sozialliberalen Koalition trotz oder dank Koalitionsbrüchen und Koalitionswechseln behaupten können. Die Wahl von Walter Scheel zum Parteivorsitzenden 1968 brachte sie ein Stück weit weg vom eher nationalliberalen Kurs des Vorgängers Erich Mende. Um 1970 hatte der Sozialliberalismus mit den Freiburger Thesen von 1971 eine gewisse Blütephase. 1979 betonte die FDP allerdings mit den Kieler Thesen wieder den Wirtschaftsliberalismus.
Die beiden Koalitionswechsel 1969 und 1982 waren für die Freidemokraten zum Teil mit erheblichen Problemen verbunden. Nach der Bundestagswahl 1969 bildete sich auf der Rechten die Nationalliberale Aktion und nach der Bonner Wende 1982 auf der Linken die Partei Liberale Demokraten; beide konnten keinen nennenswerten Anhang erringen. Bedeutender waren Wechsel von der FDP zu anderen etablierten Parteien: 1970 ging beispielsweise der ehemalige Parteivorsitzende Mende zur CDU, 1982 der Generalsekretär Günter Verheugen und die Vorsitzende des Finanzausschusses des Deutschen Bundestages Ingrid Matthäus-Maier zur SPD.
1958 verbot das Bundesverfassungsgericht, dass Spenden an eine Partei steuerlich begünstigt werden darf. Dies brachte CDU und FDP vorübergehend in Not. Seitdem sah der Bundeshaushalt zumindest Geld für politische Bildungsarbeit vor, seit 1963 wurde dies ausgeweitet und erhöht. Im Juli 1966 jedoch befand das Bundesverfassungsgericht, dass nur die Wahlkämpfe aus Staatsmitteln mitfinanziert werden dürfen, nicht jedoch die gesamte Parteiarbeit. Bereits im Jahr darauf realisierten die Parteien das schon im Grundgesetz angekündigte, aber lange Zeit herausgezögerte Parteiengesetz. Darin befanden sich auch Regeln über die Parteienfinanzierung. Die Parteien fanden viele Wege, an Geld zu kommen, so Peter Lösche, einschließlich unter Verletzung des Parteiengesetzes. Die Folge seien Skandale wie die Flick-Affäre gewesen. Seit 1984 gab es daher weitere Regeln etwa zur Pflicht einer Partei, die Herkunft ihrer Mittel offenzulegen.

### Verbreiterung des Parteienspektrums 1983 bis 1990

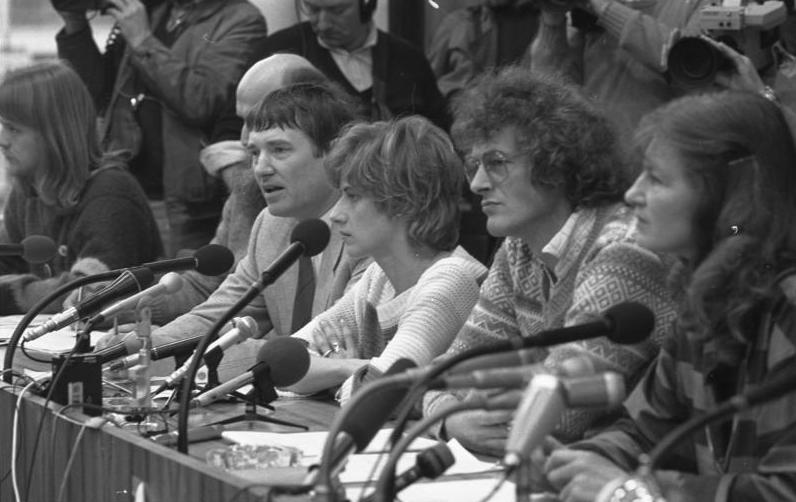
Vertreter der Grünen 1983, von links: der „Realo“ Otto Schily, der 1989 zur SPD ging, die Friedensaktivistin Petra Kelly, die 1992 von ihrem Lebensgefährten erschossen wurde, der „Ökosozialist“ Rainer Trampert, der die Partei 1990 verließ.

Ende der 1970er-Jahre gelang es einer neuartigen politischen Gruppierung, in Landtage einzuziehen. Sie nannte sich Grüne Liste oder Grüne Liste Umweltschutz und gründete sich 1980 auf Bundesebene unter dem Namen Die Grünen. Anfangs vereinte sie sowohl linke als auch rechte Anhänger des Umweltschutzes, bis Letztere unter Herbert Gruhl die Partei verließen. Ferner waren ehemalige Mitglieder der K-Gruppen bei den Grünen aktiv, nicht zuletzt aber mobilisierte die Partei vormals parteilich Ungebundene. 1983 und 1987 kam sie in den Bundestag. Schon 1985 waren die Grünen (kurzfristig) an der hessischen Landesregierung beteiligt.
Die Grünen standen für eine Wiederbelebung des Anti-Parteien-Affekts und gebrauchten nicht nur ungewöhnliche Bezeichnungen für Parteiorgane (wie „Sprecher“ statt „Vorsitzender“). Der Elan als Bewegung sollte durch die Verhinderung einer Parteielite erhalten bleiben. Bundestagsabgeordnete sollten nur so viel wie Arbeiter verdienen und nur zwei Jahre lang ihr Mandat behalten, Spitzenpositionen wurden im Duo besetzt und für die Gremien galt, dass mindestens fünfzig Prozent der Angehörigen Frauen seien mussten. Nach und nach wurden viele dieser Bestimmungen wieder gelockert, außerdem fing die Partei an, sich auch außerhalb des Themas Umweltschutz zu profilieren. Andere, neue Themen dieser Partei waren zum Beispiel der Datenschutz anlässlich des Protestes gegen die Volkszählung 1983 beziehungsweise 1987, die Friedensbewegung und die Anti-Atomkraft-Bewegung.
Ähnlich aufsehenerregend waren die Wahlerfolge der Republikaner (REP), eine 1983 in Bayern gegründete rechtskonservative bis rechtspopulistische Partei. Erstmals seit der NPD in den 1960er-Jahren gelang einer Partei rechts der Union wieder der Einzug in ein Landesparlament: Im Januar 1989 kam sie in West-Berlin aus dem Stand auf 7,5 Prozent, im Juni bei der Europa-Wahl auf etwas weniger. In den Folgejahren gelangten die Republikaner sowie die Rechtsextremisten von NPD und Deutsche Volksunion (DVU) in weitere Landtage, konnten aber meist nur eine Legislaturperiode darin verbleiben und scheiterten bei Bundestags- und Europa-Wahlen an der Fünf-Prozent-Hürde.

### Parteien in der DDR

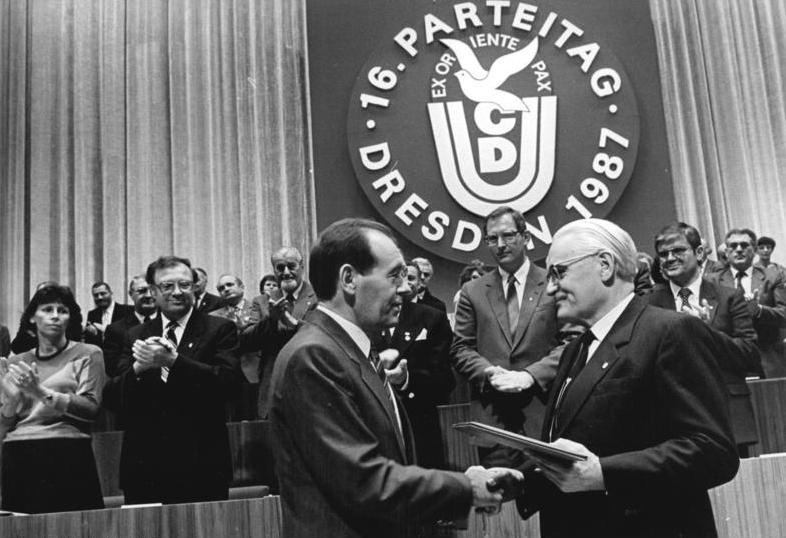
CDU-Parteitag in Dresden 1987. Links der Parteivorsitzende und stellvertretende Staatsratsvorsitzende Gerald Götting.

In der DDR-Volkskammer hatten außer der SED und den Blockparteien CDU, LDPD, NDPD und DBD auch so genannte Massenorganisationen Abgeordnete, zum Beispiel der Gewerkschaftsbund FDGB. Diese Abgeordneten waren in der Regel SED-Mitglieder, daher war die SED weit stärker in der Volkskammer vertreten als es die Stärke der SED-Fraktion erscheinen lässt (127 von 500 Abgeordneten am Ende der DDR). Allerdings mussten auch alle anderen Abgeordneten der SED folgen. Erst Ende der 1980er-Jahre wagten manche vorsichtige Kritik an der SED-Politik, substanziell erst nach dem Fall der Berliner Mauer im November 1989.

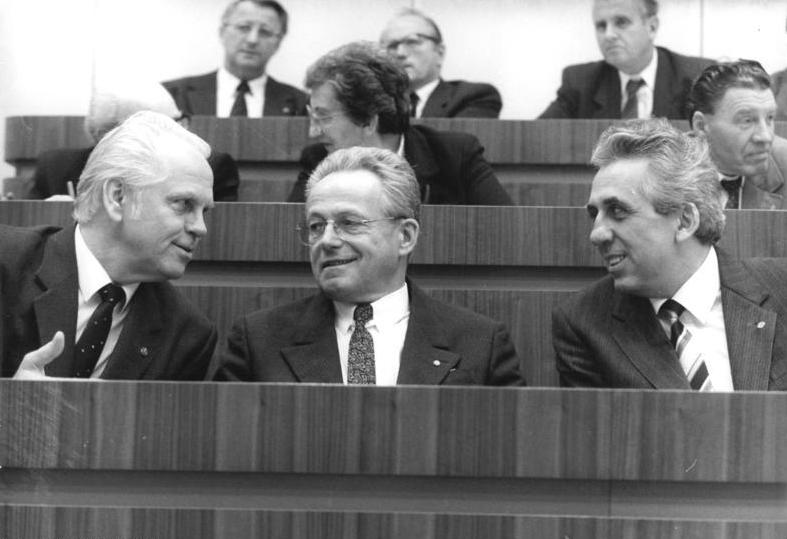
Auf einer Volkskammertagung am 13. November 1989, von links: Günther Maleuda (Vorsitzender DBD), Manfred Gerlach (Vorsitzender LDPD), Egon Krenz (ZK-Generalsekretär SED).

Für manche DDR-Bürger war der Gedanke anziehend, einer anderen als der SED angehören zu können. Zumindest in der CDU und LDPD wollten einige den Kommunismus nicht das Ziel der Geschichte erkennen, so Peter Joachim Rapp. Diese Parteien konnten von Christen bzw. von Selbstständigen als eine Heimat angesehen werden. NDPD und DBD hingegen verloren die gesellschaftlichen Schichten, für die sie gegründet worden waren, da es immer weniger alte Nationalsozialisten und Einzelbauern gab. Es war im Sinne der SED, den Anschein zu erwecken, dass diese Parteien eine begrenzte Eigenständigkeit besaßen. Ihre Integrations- und Transmissionsfunktion (die Einbindung von Nichtsozialisten in die Diktatur) hatten die Blockparteien bis 1989. In ihren Statuten mussten sie gleichwohl die führende Rolle der SED anerkennen, und da diese sogar in der DDR-Verfassung festgeschrieben war, blieb die Alibifunktion der Blockparteien (ein Mehrparteiensystem vorzuspiegeln) fragwürdig. Ebenso ausgehöhlt wurde die gesamtdeutsche Funktion, weil sie kaum Westkontakte zustande brachten.
Bei der Gründung der SED 1946 wurden die Mitgliederkarteien von SPD und KPD übernommen. Im April 1947 hatte die SED 1.766.198 Mitglieder, 33,6 Prozent mehr als ein Jahr zuvor bei der Gründung. Nach einem kurzfristigen weiteren Anstieg sank die Zahl seit 1948 jedoch, einerseits durch Tod, Austritt oder Ausschluss, andererseits durch Abschreibungen von SPD-Mitgliedern, die nach der Zwangsvereinigung nicht mehr aktiv waren. Im Dezember 1949 gab es 1.603.754 SED-Mitglieder.
In jenem Jahr führte die Partei den Status des Kandidaten ein, der sich zwei Jahre bewähren musste, bevor er aufgenommen wurde. Man wollte damit ein unkontrolliertes Anwachsen verhindern und Einfluss auf die politische und soziale Zusammensetzung der Partei nehmen. Im Dezember 1952 wurde der Tiefpunkt der Mitgliederzahlen erreicht, 1.225.292. Bis 1988 stieg die Zahl der Mitglieder auf 2.324.775 an, knapp unter dem Höchststand des Vorjahres. Schon im Laufe des Jahres 1989 verließen über 300.000 Mitglieder die SED, bis Mitte November die große Austrittswelle begann. Bis Ende Januar 1990 hatten 907.480 Mitglieder die Partei verlassen.
Während 1989 jeder vierte erwachsene DDR-Bürger der SED angehörte, war nur jeder fünfundzwanzigste in einer der vier Blockparteien. Sie hatten im September 1989 zusammen 491.000 Mitglieder, davon war die CDU mit 141.000 die größte. Seit den 1970er- und 1980er-Jahren haben sie durchaus Mitglieder gewonnen. Nach dem November 1989 sank auch bei ihnen der Mitgliederbestand, am deutlichsten bei der NDPD von 112.000 im September 1989 auf ungefähr 50.000 im März 1990.

## Wiedervereinigung und vereinigtes Deutschland seit 1989/1990
Die soziale und auch politische Unzufriedenheit in der DDR sorgte für öffentliche Proteste und eine Massenflucht, die seit Sommer 1989 über andere Länder leichter wurde. Als dann am 9. November 1989 eine verunglückte Pressekonferenz dazu führte, dass unzählige DDR-Einwohner den Westen besuchen wollten und zu den Grenzübergängen eilten, gab die SED ihre Diktatur auf.
Jetzt danach protestierten die Blockparteien in der Volkskammer, und auch einige Abgeordnete der SED selbst gegen die SED-Herrschaft. Die neue DDR-Regierung von SED-Chef Hans Modrow nahm am 5. Februar 1990 Vertreter von Bürgerrechtsgruppen und Parteien auf. Im März erfolgte die erste und einzige freie Wahl zur Volkskammer, und danach führte die Regierung de Maizière die DDR zur Vereinigung mit der Bundesrepublik, die schließlich am 3. Oktober desselben Jahres vollzogen wurde.

### Endphase der DDR

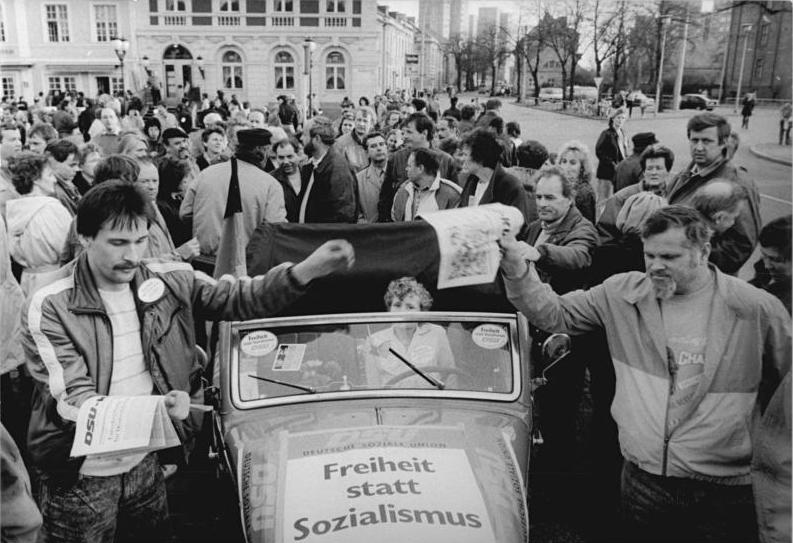
Am Rande einer sozialdemokratischen Wahlkundgebung machen auch DSU-Anhänger Reklame, Potsdam 1990

Die SED, die sich nach einer kurzen Übergangsphase Partei des Demokratischen Sozialismus (PDS) nannte, blieb ebenso bestehen wie die Blockparteien CDU, DBD, LDPD und NDPD. Hinzu kamen einige neue Parteien. Meist suchten die Parteien Partner im Westen (und umgekehrt). Die ostdeutschen Wähler orientierten sich an den Westparteien, die sie schon seit Jahren über das Westfernsehen kannten. Es mögen außerdem Bindungen aus der Zeit vor 1949 fortbestanden haben. Im Vergleich zum Westen aber waren die ostdeutschen Wähler wesentlich weniger an Parteien gebunden.
Die Volkskammerwahl vom 18. März 1990 wurde zum Teil eine Volksabstimmung über eine rasche Wiedervereinigung. Während die Konservativen fast eine absolute Mehrheit erreichten, kamen die Sozialdemokraten (entgegen der allgemeinen Erwartung) auf nur knapp 22 Prozent. Besonders schlecht schnitten die Bürgerbewegungen ab, die die DDR auf einem eigenen, neuen Weg sehen wollten. Die PDS erreichte mit 16,4 Prozent den dritten Platz.
Die West-CDU arbeitete trotz Bedenken mit der CDU des Ostens zusammen, aber auch mit dem Demokratischen Aufbruch. Ferner schloss die DBD sich der CDU an. Bei der Volkskammerwahl traten CDU, DA und die Deutsche Soziale Union (DSU) unter der Bezeichnung „Allianz für Deutschland“ an. Die DSU war eine eher konservative Gruppierung, die von der bayerischen CSU unterstützt wurde. Die CSU musste befürchten, in einem größeren Deutschland an Einfluss zu verlieren; bei Bundestagswahlen reichte ihre bayerische Wählerschaft für etwa zehn, nach der Wiedervereinigung nur für etwa sieben Prozent. Als aber die DSU ihre Aktivitäten auf die westdeutschen Bundesländer ausdehnen wollte, kühlte die Beziehung zur CSU rasch ab.

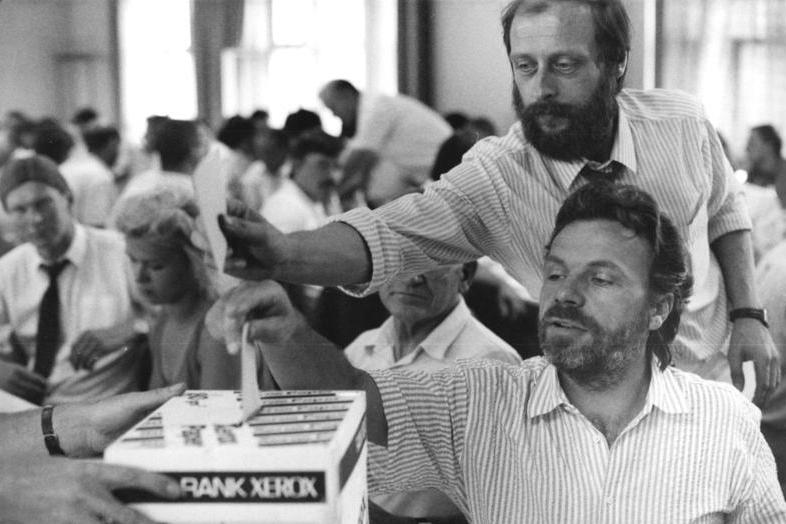
Am 4. August 1990 entschied sich eine Delegiertenmehrheit des Demokratischen Aufbruchs für den Zusammenschluss mit der CDU.

Die konservative Allianz hatte ihre Wahlerfolge vor allem im Süden der DDR (das heißt in alten SPD-Hochburgen), teilweise wegen der dortigen Abneigung gegen die Hauptstadt Berlin, die in der SED-Zeit von den Machthabern auf Kosten des übrigen Landes gefördert worden war. Ferner wählten diejenigen die Allianz, die religiös gebunden waren und die in der DDR politisch benachteiligt waren. Die in der DDR Privilegierten hingegen, aber auch die im wirtschaftlich schwachen Norden, wählten die PDS.
Auch die bundesdeutsche FDP hatte mehrere Partner, neben der alten LDPD und der neuen Ost-FDP die Deutsche Forumpartei (wie der DA eine Bürgerrechtsbewegung). Die Liberalen nannten sich bei der Volkskammerwahl gemeinsam Bund Freier Demokraten. Ferner schloss sich später noch die NDPD der West-FDP an.
Die Sozialdemokraten in der DDR (anfangs unter dem Kürzel SDP) hatten sich im Oktober 1989 noch in der Illegalität gegründet; die West-SPD tat sich zunächst schwer damit, sie als Partnerin anzuerkennen, um nicht die Kontakte zur SED zu riskieren. Die Sozialdemokratie war gegenüber den ehemaligen Blockparteien und der SED dadurch benachteiligt, dass sie nicht auf ein bestehendes Organisationsnetz zurückgreifen konnte.

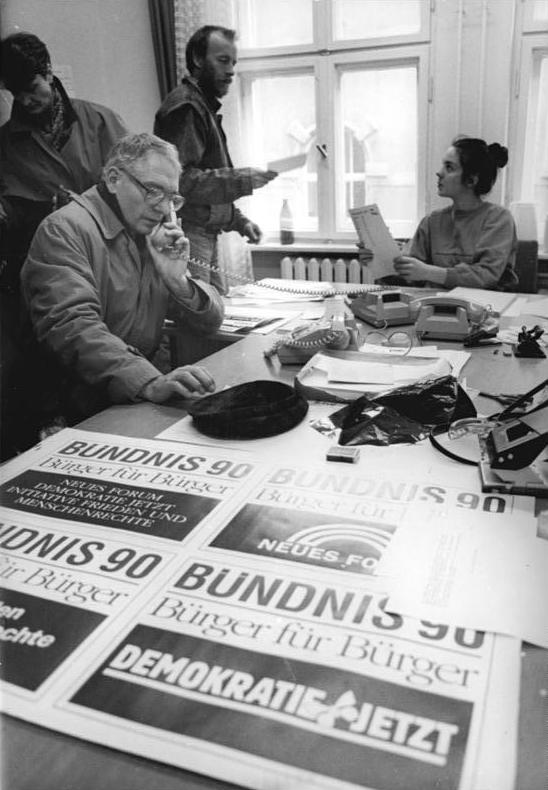
Wahlkampfbüro von Bündnis 90 im Februar 1990, am Telefon Jens Reich.

Nicht alle West-Sozialdemokraten begeisterten sich für die Wiedervereinigung. Oskar Lafontaine, der damalige Ministerpräsident des Saarlandes, gab in seiner Rede vom 19. Dezember 1989 auf dem Berliner Parteitag zu verstehen, dass er mit den Ostdeutschen nicht in einem gemeinsamen Staat leben wollte, ebenso wenig wie mit den Österreichern. Lafontaine hielt den deutschen Nationalstaat für historisch überholt und warnte vor den finanziellen Folgen einer Wiedervereinigung für die Westdeutschen.
Die West-Grünen waren gegenüber der Wiedervereinigung noch wesentlich zurückhaltender als die Sozialdemokraten. Als der Bundestag am 9. November 1989 vom Fall der Berliner Mauer hörte und die Abgeordneten aufstanden und die Nationalhymne sangen, blieben die meisten Grünen auf ihren Plätzen sitzen. Als einzige Partei lehnten die Grünen ferner das Zehn-Punkte-Programm von Kanzler Kohl ab. Das lag an der antinationalen Haltung der Partei ebenso wie daran, dass die Grünen eher Jüngere vertraten, die nur das geteilte Deutschland kannten. Die Grüne Partei in der DDR arbeitete mit Bündnis 90 zusammen, einer Koalition von Bürgerrechtsorganisationen.
Bei der Bundestagswahl 1990 im Dezember, als die CDU/CSU mit 48 Prozent ein sehr gutes Ergebnis erhielt, galt die Fünf-Prozent-Hürde getrennt für West- und Ostdeutschland. Dies hatten sich PDS und Grüne vor dem Bundesverfassungsgericht erstritten. Allerdings führte dies dazu, dass die West-Grünen knapp an der Hürde scheiterten und nur das ostdeutsche Bündnis 90 zusammen mit acht Ost-Grünen in den ersten gesamtdeutschen Bundestag einzog. 1993 haben sich die Grünen mit dem Bündnis 90 zu „Bündnis 90/Die Grünen“ vereinigt.

### Parteien im wiedervereinten Deutschland

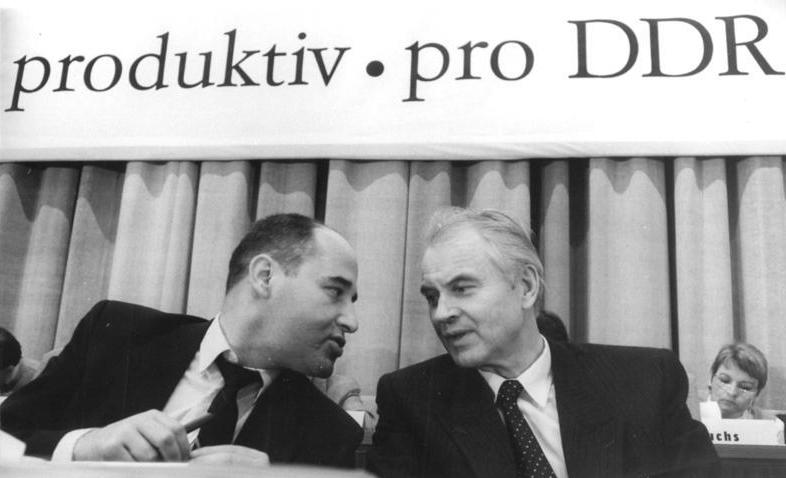
Der PDS-Vorsitzende Gregor Gysi im Februar 1990 mit dem DDR-Ministerpräsidenten Hans Modrow, später Ehrenvorsitzender der Partei

Die Deutsche Einheit selbst hat das bundesdeutsche Parteiensystem relativ wenig verändert. Die meisten der vielen neuen Mitglieder von CDU und FDP gingen schon nach wenigen Jahren wieder verloren. Auch ihren Vorsprung bei den Wählern im Osten haben diese Parteien rasch wieder eingebüßt.
Allerdings erweiterte sich das Spektrum der relevanten Parteien um die PDS. 1993 glaubte der Parteienforscher Lösche noch, sie werde bald verschwinden, weil sie im Westen kein Echo finde. Doch die Bundestagswahl 2005 zeigte, dass die PDS zusammen mit der westdeutschen WASG im Westen sehr wohl die Fünf-Prozent-Hürde überspringen kann (beide sind mittlerweile zur Partei Die Linke fusioniert). Die WASG-Politiker sind oftmals ehemalige linke SPD-Mitglieder und zuvor ungebundene Linke, die sich teilweise eine radikalere Politik wünschen als die pragmatischeren Politiker der alten PDS.
Vor allem die SPD wird von der Linkspartei herausgefordert. In den ostdeutschen Landtagen sind die Sozialdemokraten deutlich schwächer vertreten als im Westen, und auch auf Bundesebene kommen Verluste für die SPD vor allem der Linkspartei zugute. Doch die CDU/CSU erreicht ebenfalls nicht mehr die Bundestagswahlergebnisse von über vierzig Prozent wie bis in die 1990er-Jahre hinein. Mit dazu beigetragen hat die große CDU-Spendenaffäre von Ende 1999/Anfang 2000. Die Verluste von CDU/CSU und SPD kommen der FDP bzw. Bündnis 90/Die Grünen zugute, also den etablierten Kleinparteien im jeweiligen Lager. Diese tun sich wiederum in Ostdeutschland wesentlich schwerer als im Westen, vor allem die Grünen. Man kann ansatzweise von zwei Parteiensystemen sprechen, einem westdeutschen mit CDU/CSU, SPD, FDP und Grünen sowie einem ostdeutschen mit CDU, SPD und Linke als potentiellen Regierungsparteien.
Die CDU wurde durch die Wiedervereinigung von innen verändert. Ostdeutsche Christdemokraten waren liberaler etwa in Bezug auf Abtreibung sowie Kinderbetreuung und begrüßten Volksentscheide. Das hatte Einfluss auf die Gesamtpartei. Beim neuen Parteiprogramm von 1994 achtete Kohl darauf, dass auch Nichtchristen sich angesprochen fühlten (trotz der Hinweise auf Gott und Christentum); zur Sozialen Marktwirtschaft kam das Adjektiv ökologisch hinzu und der Wirtschaftsteil betonte weniger soziale Gerechtigkeit als die freie Entfaltung der Persönlichkeit.

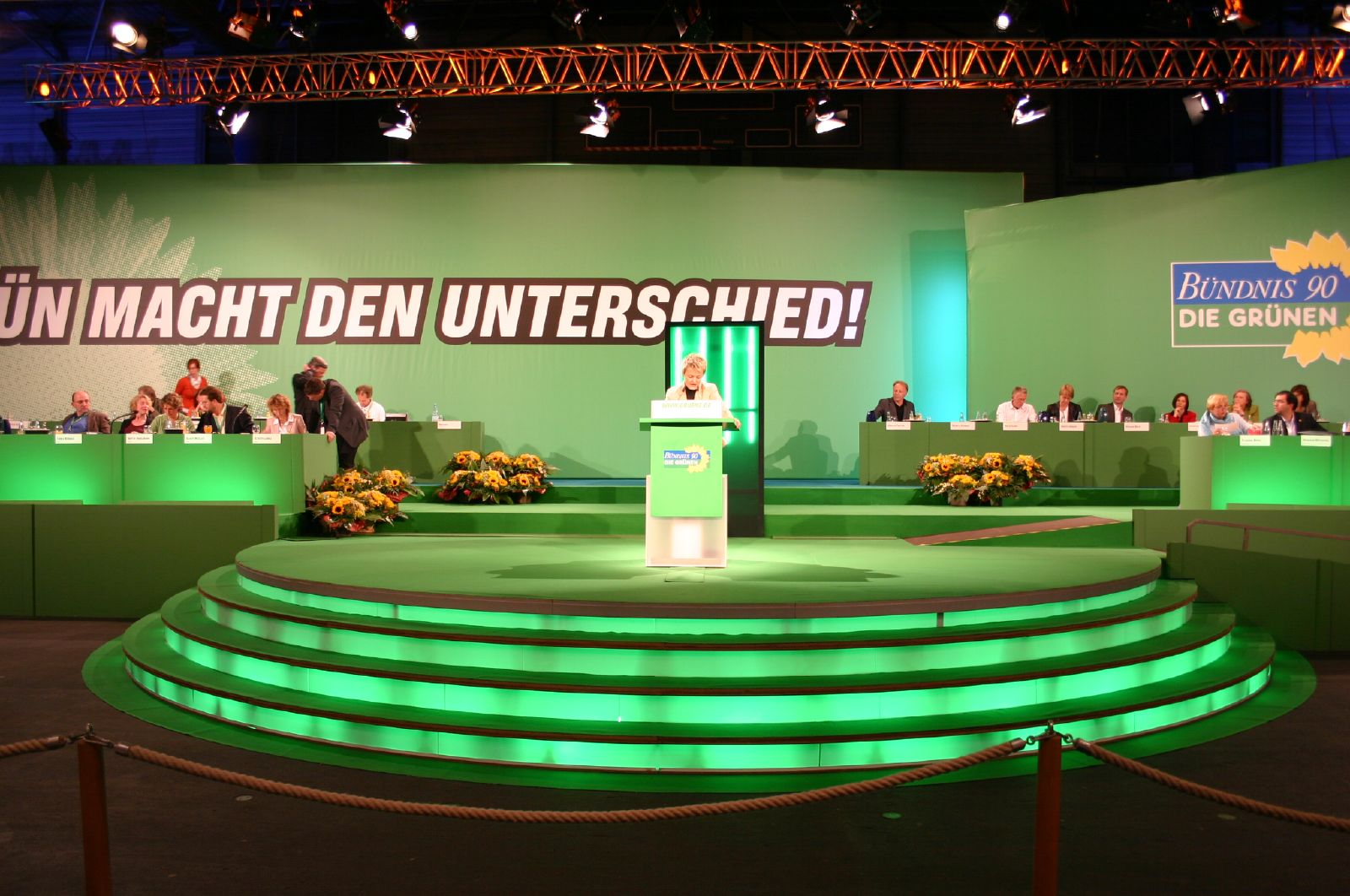
Die Grünen nennen ihren Parteitag Bundesdelegiertenkonferenz, hier 2005 in Oldenburg.

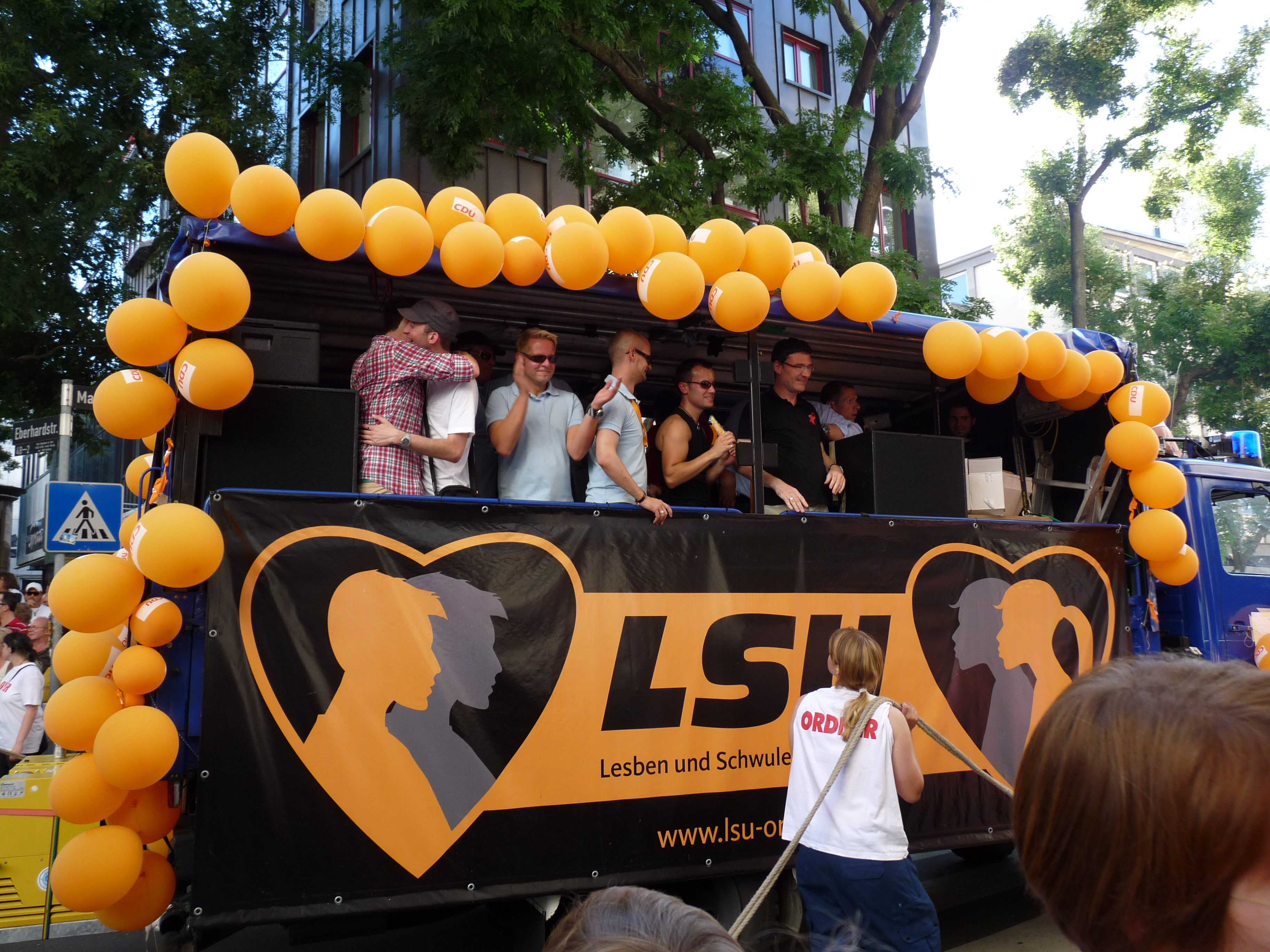
Die an Mitgliedern größte Partei ist seit 2008 die CDU; hier eine Vorfeldorganisation, „Lesben und Schwule in der Union“, beim Christopher Street Day in Stuttgart 2009.

Von 1969 durchgehend bis 2005 war die traditionelle Koalition in der Bundesrepublik wie auch in aller Regel in den Ländern die einer Volkspartei mit einer Kleinpartei. Eine solche Kombination hatte erstmals bei der Bundestagswahl 2005 wegen der historisch niedrigen Ergebnisse beider Volksparteien keine absolute Mehrheit. Möglich war rechnerisch und politisch nur noch eine Große Koalition von CDU/CSU und SPD. Drei-Parteien-Bündnisse wurden zu dem Zeitpunkt politisch noch völlig ausgeschlossen.
Die Freidemokraten haben auch im wiedervereinten Deutschland teils sehr unterschiedliche Wahlergebnisse erzielt, blieben aber anders als in den vorigen Jahrzehnten, in denen sie offen zwischen CDU/CSU und SPD tendiert hatten, mit wenigen Ausnahmen auf Landesebene nur noch an die CDU/CSU als bevorzugten Koalitionspartner gebunden. Bündnisse mit der SPD hat sie seither auf Bundesebene kategorisch abgelehnt. So wurde die Partei, obwohl sie einen linksliberalen Flügel hat, dauerhaft als Korrektiv der großen Partei im konservativen Lager wahrgenommen. Nach einer Oppositionsphase von 1998 bis 2009, der längsten in ihrer Geschichte, gelangte die FDP wieder in die Regierung, jedoch mit der Folge, dass sie bei der nächsten Wahl 2013 von einem Rekordhoch in ein Rekordtief fiel. Erstmals kam eine der traditionellen drei Parteien der Bundesrepublik nicht mehr über die Fünfprozenthürde. 2017 schaffte die FDP den Wiedereinzug in den Bundestag; von 2021 bis 2024 war sie an der Bundesregierung beteiligt. Infolgedessen verfehlte sie 2025 erneut den Wiedereinzug in den Bundestag.
In den einzelnen Ländern und Gemeinden können die Verhältnisse vom Bundestrend teilweise stark abweichen. Dauerhaft erfolgreich in vielen Gemeinden sind Freie Wähler, eine allgemeine, frei verwendbare Bezeichnung für diverse voneinander unabhängige, parteilose Wählergruppen (oft auch „Unabhängige“ genannt). Die Landesvereinigung Freie Wähler Bayern hat in Bayern 2008 sogar den Sprung in den Landtag geschafft, was 2009 zur Gründung der Bundesvereinigung Freie Wähler führte, um weitere Wahlerfolge zu ermöglichen. Dazu kam es bisher jedoch nicht. In Schleswig-Holstein ist der SSW im Landtag vertreten, weil er als Minderheitenpartei die Fünf-Prozent-Hürde nicht überspringen muss. Seit 2021 ist der SSW mit einem Abgeordneten auch im Deutschen Bundestag vertreten.
2009 trat die 2006 gegründete Piratenpartei Deutschland erstmals bei bundesweiten Wahlen an. Bei der Bundestagswahl 2009 wurde sie mit 2,0 % der Stimmen stärkste Partei außerhalb des Bundestages. Nach einem zwischenzeitlichen Höhenflug bei mehreren Landtagswahlen erhielt sie bei der Bundestagswahl 2013 nur ein leicht besseres Ergebnis. Im September 2011 zog sie mit 8,9 % der Stimmen bei der Wahl zum Abgeordnetenhaus von Berlin erstmals in ein Landesparlament ein. Zeitweilig war sie in bis zu vier Landesparlamenten vertreten, bis sie bei der Landtagswahl in Nordrhein-Westfalen 2017 die letzten Sitze in einem deutschen Landtag verlor.

Logo der AfD-Fraktion im Deutschen Bundestag, die seit der Bundestagswahl 2017 im Bundestag vertreten ist.

Die Alternative für Deutschland (AfD), im Februar 2013 gegründet, erreichte bei der Bundestagswahl 2013 aus dem Stand heraus 4,7 Prozent. Bei der Europawahl 2014 am 25. Mai 2014 gelang ihr mit einem Wahlergebnis von 7,1 Prozent erstmals bei einer bundesweiten Wahl der Einzug in ein Parlament. Auch bei den zeitgleich in zehn Bundesländern stattfindenden Kommunalwahlen erreichte sie Stimmzahlen, um einige Kommunalmandate zu stellen. Daraufhin konnte die AfD, angefangen mit der Landtagswahl in Sachsen 2014, bei jeder weiteren Landtagswahl die 5-Prozent-Hürde teils sehr deutlich überspringen und schaffte in den folgenden Jahren den Einzug in alle Landesparlamente. Bei der Bundestagswahl 2017 schaffte die AfD mit einem Wahlergebnis von 12,6 Prozent erstmals den Sprung in den Deutschen Bundestag, dem sie seither ununterbrochen angehört.
Von 2023 bis 2025 war zudem das Bündnis Sahra Wagenknecht (BSW), eine Abspaltung der Partei Die Linke, mit zehn Abgeordneten im Bundestag vertreten. Das BSW kann in sozioökonomischen Aspekten als links und in soziokulturellen meist als konservativ oder rechts eingeordnet werden. 2025 verfehlte das BSW knapp den Einzug in den Bundestag.

### Kritik und Schwierigkeiten
Der damalige Bundespräsident Richard von Weizsäcker hat im Frühjahr 1992 mit seiner Kritik an den Parteien eine größere Welle an oft zustimmenden Reaktionen ausgelöst. Vor allem das Thema Parteienfinanzierung erhält dauerhaft viel Aufmerksamkeit, von Weizsäcker zufolge leben die deutschen Parteien dank direkter und indirekter Zuschüsse „im Schlaraffenland“. Zweitens kritisiert man den Einfluss von Parteien in Bereichen, für die sie keine Legitimation besitzen, so bei der Besetzung von Richterstellen, Positionen in Universitäten, im Sport oder allgemein im öffentlichen Dienst. Drittens sind nur wenige Wähler auch Parteimitglieder, die Parteien seien also wenig im Volk verankert. Von den Mitgliedern seien wiederum nur wenige aktiv und an Entscheidungen beteiligt. Viertens meinen Kritiker wie Hans Herbert von Arnim, dass letztlich nur Parteifunktionäre über Kandidatenaufstellungen entscheiden und das Volk sich nur zwischen vorgegebenen Listen entscheiden könne.
Seit Jahren verlieren die Parteien tendenziell Mitglieder. Bei der SPD war dies besonders stark, so dass die 1977 eine Million Mitglieder zählende Partei seit 2008 weniger Mitglieder hat als die CDU (ohne CSU). In jenem Jahr hatte die CDU 529.000 Mitglieder, nachdem in den 1970er-Jahren die Partei stark gewachsen war und seit Mitte der 1980er-Jahre langsam Mitglieder verlor (mit Ausnahme eines kleinen Anstiegs durch die Wiedervereinigung). Die CSU kam nach einem leichten Anstieg in den 1970ern und einer Stagnation danach auf noch 163.000 Mitglieder 2008.
Die SPD hatte damals noch 521.000 und unterschritt damit sogar das niedrige Niveau am Anfang der 1950er-Jahre. Die Grünen erreichten in den 1980er-Jahren Mitgliederzahlen von über 40.000, im Jahre 2011 waren es fast 60.000. Ähnlich konstant sind die Zahlen der FDP, die nach einem Anstieg in den 1970er-Jahren und einem kurzfristigen Gipfel durch die Wiedervereinigung (179.000 Mitglieder 1990) 2008 auf 66.000 kamen. Die Linke bzw. ihre Vorgängerpartei startete in den Bundestag 1990 mit noch 281.000 Parteimitgliedern. Ende der 1990er-Jahre rutschte sie unter 100.000 und hatte 2008 76.000 Mitglieder.
Viele Parteien gelten als überaltert, weniger Menschen als früher werden Parteimitglied. Oskar Niedermayer zufolge sind die traditionellen Milieus der Großparteien geschrumpft, so dass die Parteien daher zusätzlich andere gesellschaftliche Gruppen ansprechen müssen. Die Gesamtwählerschaften der Parteien werden dadurch heterogener und müssten immer wieder neu mobilisiert werden, was besonders der SPD schwerfalle.
Den Allensbacher Umfragen zufolge machten diejenigen Menschen, die von allen Parteien enttäuscht sind, in den 1980er-Jahren etwa dreißig Prozent aus, 2004 jedoch bis zu 65 Prozent. Gleichzeitig sinken die Wahlbeteiligungen. Thomas Petersen widerspricht der weit verbreiteten These, Nichtwähler wollten mit ihrer Wahlenthaltung bewusst den Parteien einen Denkzettel verpassen und seien stattdessen in Bürgerinitiativen oder Vereinen aktiv. Vielmehr sind die Nichtwähler nicht an Politik interessiert und auch weniger aktiv in Bürgerinitiativen oder Vereinen als regelmäßige Wähler. Petersen zitiert Elisabeth Noelle-Neumann, die 1994 schrieb: Es sei sinnlos jemanden zu fragen, warum er katholisch oder evangelisch ist, denn kaum einer gebe darauf die meist zutreffende Antwort, weil er in eine katholische beziehungsweise evangelische Familie hineingeboren wurde. Mit Parteien sei es ebenso. Solche traditionellen politischen Bindungen, so Petersen, schwänden aber.